# Советская Россия (1917—1922)
Сове́тская Росси́я (с 19 июля 1918 года согласно Конституции РСФСР — Росси́йская Социалисти́ческая Федерати́вная Сове́тская Респу́блика, аббрев. РСФСР; также известна как Советская Российская Республика) — устоявшееся неофициальное название российского государства в период после Октябрьской революции 1917 года и до образования СССР в 1922 году. Этот исторический период пришёл на смену республиканскому строю, который возглавлялся Временным правительством России, и начался с победы в вооружённом восстании в Петрограде 25 октября (7 ноября) 1917 года и создания нового высшего органа исполнительной власти — Совета народных комиссаров.
В период с октября 1917 года по январь 1918 года в официальных документах в основном продолжало использоваться старое название государства — Российская республика. О том, что утверждаемые постановления подписываются именем Российской Республики Председателем Совета Народных Комиссаров, отмечено в декрете СНК о порядке утверждения и опубликования законов от 29 октября (11 ноября) 1917 года.
В январе 1918 года на III Всероссийском съезде Советов принята Декларация прав трудящегося и эксплуатируемого народа, провозглашавшая Россию Республикой Советов рабочих, солдатских и крестьянских депутатов под названием Советская Российская Республика.

## Официальное название государства

### Происхождение названия
С октября 1917 года по июль 1918 года новое государство было оформлено слабо. До 20 апреля 1918 года отсутствовали официально утверждённые государственные флаг (даже общепризнанный символ революции — красный флаг — не был официально утверждён) и герб (на печатях первых советских учреждений нередко встречается изображение двуглавого орла).
До июля 1918 года не имелось конституции. В официальных документах само государство именовалось по-разному (см. ниже), в административно-территориальном делении государства существовало полнейшее разнообразие, граничащее с неразберихой. Часто на одной и той же территории одновременно действовало несколько советов «рабочих», «солдатских» или «крестьянских» депутатов в любом сочетании, и прочих революционных органов власти, вроде реввоенсоветов, исполнительных комитетов и тому подобных, которые часто игнорировали решения друг друга. Нередко отдельные губернии или национальные области провозглашали себя независимыми «советскими» республиками. Поэтому наиболее адекватно состояние первого социалистического государства в этот период (по крайней мере, до принятия первой конституции) отражают следующие неофициальные наименования: Советская Россия, Республика Советов, Страна Советов (или получившие широкое распространение в рядах Белого движения, в том числе, в белогвардейской прессе, уничижительные термины «Советы», «совдепия» — от нового революционного словечка «совдеп» (совет депутатов), то есть буквально: страна Советов Депутатов). В последующем термин Страна Советов надолго стал общеупотребимым синонимом понятия Советская Россия или всего СССР.

### Принятие нового официального названия
После свержения Временного правительства России название Российская Республика первое время использовалось в качестве официального наименования советскими властями:

«Октябрьская Революция продолжила „республиканскую“ линию, хотя новое, уже „советское“ официальное наименование сформировалось далеко не сразу. В документах Советской власти в октябре 1917 г. и в последующее время употреблялись наименования „Россия“, „Республика“, а также „Российская Республика“. Последнее, введённое Временным Правительством, ещё довольно долго употреблялось как официальное наименование и после Октября. В различных документах говорилось о „гражданах Российской Республики“, „собственности Российской Республики“, „территории Российской Республики“. Но наиболее достоверно сохранение наименования, установленного Временным правительством, подтверждалось, по-видимому, Декретом „О порядке утверждения и опубликования законов“ (издан не позднее 11 ноября 1917 г.). Пункт 3 Декрета предписывал, что „после утверждения Правительством состоявшееся постановление в окончательной редакции подписывается именем Российской Республики председателем Совета Народных Комиссаров“».
Всероссийское Учредительное собрание утвердило новое название государства — Российская Демократическая Федеративная Республика. Однако постановления, принятые Учредительным собранием, были отменены Советом народных комиссаров.
Фактически с момента установления советской власти и до принятия первой конституции РСФСР в отношении Советского государства применялись различные названия:
- Российская Республика[15];
- Российская Федеративная Республика[4];
- Советская Российская Республика[3];
- Советская Республика России[5];
- Российская Социалистическая Советская Республика[16];
- Российская Социалистическая Федеративная Советская Республика[17];
- Российская Федеративная Советская Республика[6];
- Социалистическая Республика Советов[18];
- Российская Советская Федеративная Социалистическая Республика[19][20].

Эти наименования часто существовали одновременно. Так, утверждённой 18 января (31 января) 1918 год III Съездом Советов «Декларацией прав трудящегося и эксплуатируемого народа» унитарное государство Российская Советская Республика объявлялось федерацией. Позже в ряде документов указывалась Российская Социалистическая Республика (например, в договоре с Финляндской социалистической рабочей республикой).
V Всероссийский съезд Советов 10 июля 1918 года принял первую Конституцию РСФСР, которая вступила в силу 19 июля того же года. Согласно Конституции закреплялось официальное название государства — Российская Социалистическая Федеративная Советская Республика (РСФСР) (в последующем изменено Конституцией СССР от 5 декабря 1936 года на Российская Советская Федеративная Социалистическая Республика).

## История

### 1917

Историческая фотография П. А. Оцупа. Броневик «Лейтенант Шмидт», захваченный красногвардейцами у юнкеров. Петроград, 25 октября 1917 года

В ночь на 26 октября 1917 года победило Октябрьское вооружённое восстание в Петрограде, Временное правительство было арестовано. 26 октября Второй Всероссийский съезд Советов рабочих и солдатских депутатов, на котором большевики вместе с левыми эсерами получили большую часть голосов, избрал высший орган Советской власти — Всероссийский Центральный Исполнительный Комитет (ВЦИК) (председатель — Л. Б. Каменев, с 8 (21) ноября — Я. М. Свердлов); постановив при этом, что ВЦИК должен быть пополнен представителями крестьянских Советов, армейских организаций и групп, покинувших съезд 25 октября и сформировал правительство — Совет народных комиссаров (СНК, Совнарком) во главе с Лениным, а также принял Декрет о мире и Декрет о земле.
11 (24) ноября — 25 ноября (8 декабря) 1917 года в Петрограде проходил Чрезвычайный Всероссийский съезд Советов крестьянских депутатов. На первом заседании присутствовало около 260 делегатов с решающим голосом, 18 ноября (1 декабря) — 330 делегатов (левых эсеров — 195, большевиков — 37, эсеров центра и правых — 65 и др.). В последующие дни число делегатов возросло. Одобрив политику Совета Народных Комиссаров, делегаты этого съезда большинством голосов высказались за участие в нём левых эсеров. Чрезвычайный съезд принял решение о созыве Второго Всероссийского съезда Советов крестьянских депутатов, а избранный Чрезвычайным съездом временный Исполнительный комитет Советов крестьянских депутатов слился с ВЦИК. 15 (28) ноября в Смольном состоялось объединённое заседание ВЦИК, Петроградского совета рабочих и солдатских депутатов и Чрезвычайного Всероссийского съезда Советов крестьянских депутатов, которое подтвердило декреты 2-го Всероссийского съезда Советов о мире и о земле и декрет ВЦИК о рабочем контроле от 14 (27) ноября 1917 г.
II Всероссийский съезд Советов крестьянских депутатов происходил в Петрограде 26 ноября — 10 декабря (9—23 декабря) 1917 года. На нём присутствовало 790 делегатов, в том числе 305 эсеров центра и правых, 350 левых эсеров, 91 большевик и др. Правые эсеры стояли на позиции защиты Учредительного собрания и считавших «так называемый „Совет народных комиссаров“ незаконным захватчиком власти». Другая часть съезда поддерживала Советскую власть. По мере нарастания противоречий между сторонниками и противниками Советской власти съезд раскололся примерно пополам и противоборствующие делегаты стали заседать раздельно. Большевики и левые эсеры заключили соглашение о вхождении 108 членов Исполнительного комитета Советов крестьянских депутатов в объединённый ВЦИК Советов рабочих, солдатских и крестьянских депутатов. 17 ноября и 13 декабря представители левых эсеров вошли в состав Совнаркома.

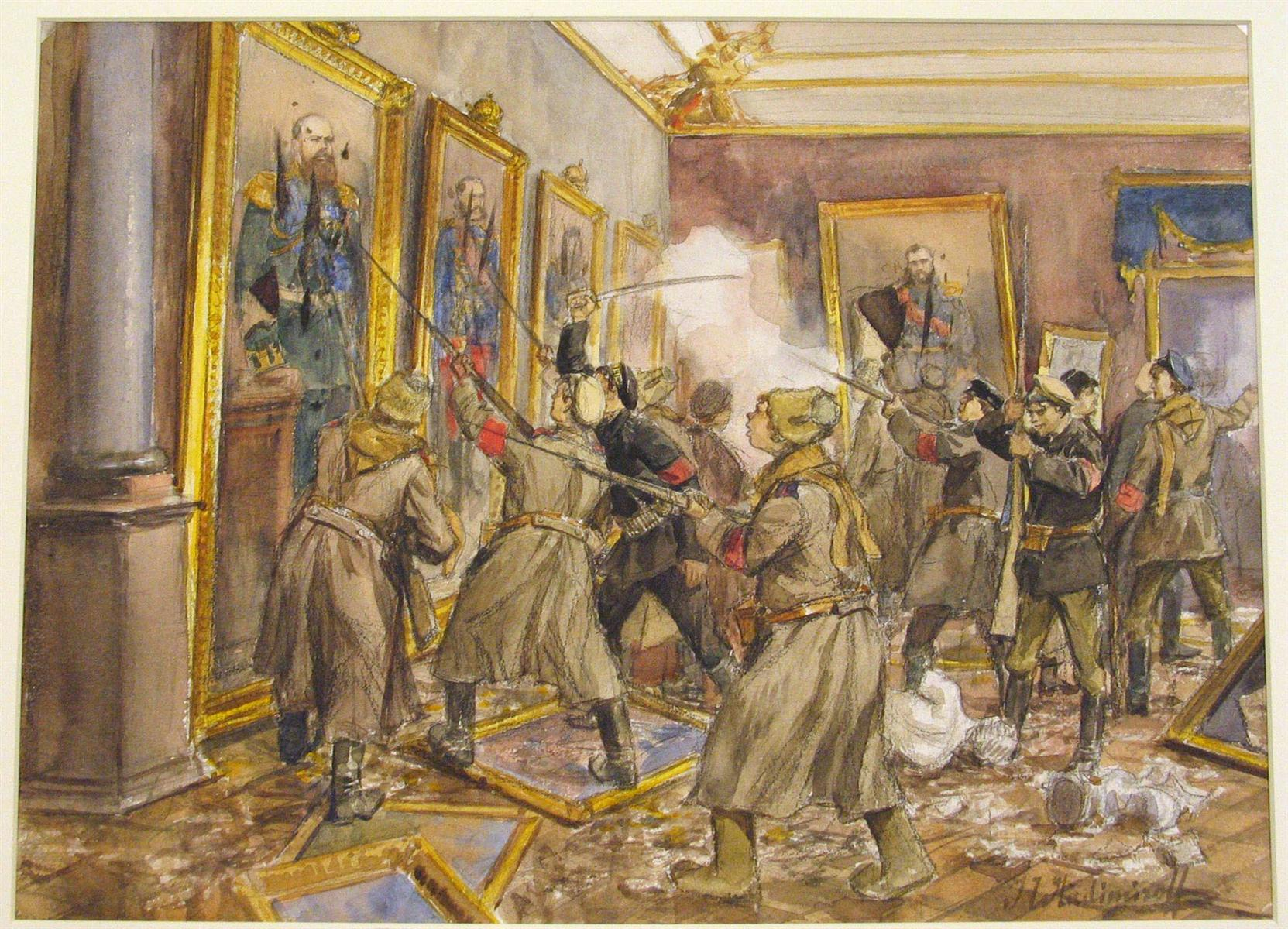
«Погром в Зимнем дворце», картина И. А. Владимирова

В ноябре — декабре 1917 года ВЦИК и Совнарком приняли ряд важных декретов, в том числе «декрет об уничтожении сословий и гражданских чинов», Декрет о суде № 1, который предусматривал замену существовавших судебных учреждений новыми и отменял действие старых законов, если они противоречили «революционному правосознанию», декрет о национализации банков, декрет о создании ВСНХ, которому предоставлялось право конфискации, реквизиции, секвестра, принудительного синдицирования различных отраслей промышленности и торговли. 2 (15) ноября 1917 года Советское правительство опубликовало Декларацию прав народов России, которая провозгласила равенство и суверенность всех народов страны, их право на свободное самоопределение, вплоть до отделения и образования самостоятельных государств, отмену национальных и религиозных привилегий и ограничений, свободное развитие национальных меньшинств и этнических групп. 20 ноября (3 декабря) СНК в обращении «Ко всем трудящимся мусульманам России и Востока» объявил свободными и неприкосновенными национальные и культурные учреждения, обычаи и верования мусульман, гарантируя им полную свободу устройства своей жизни.
12 (25) ноября 1917 года прошли выборы во Всероссийское Учредительное собрание, на которых большевики получили лишь около четверти голосов, проиграв эсерам. 15 (28) ноября 1917 года в Петрограде собирались 60 избранных депутатов, в основном — правых эсеров, которые попытались начать работу Собрания. В тот же день Совнарком издал декрет «Об аресте вождей гражданской войны против революции», которым запрещалась партия кадетов как «партия врагов народа». Были арестованы лидеры кадетов А. Шингарёв и Ф. Кокошкин.
После взятия власти большевиками в Петрограде, начался процесс провозглашения советских республик в других регионах страны. Начавшийся 7 декабря в Харькове III Областной съезд Советов Донбасса и Криворожья, после того, как к нему присоединились уехавшие из Киева большевики — делегаты Первого Всеукраинского съезда Советов, оказавшиеся на киевском съезде в меньшинстве, был переименован.
С 11—12 (24—25) декабря он продолжил свою работу под названием Первого Всеукраинского съезда Советов, став альтернативой киевскому съезду, провозгласил создание Украинской народной республики Советов, входившей как часть в состав федеративной Российской Советской Республики. Одновременно с этим, по настоянию лидера донецких большевиков Артёма пленум съезда принял решение: «Развернуть широкую агитацию за то, чтобы оставить весь Донецко-Криворожский бассейн с Харьковом в составе Российской Республики и отнести эту территорию к особой, единой административно-самоуправляемой области». По инициативе делегатов от Донецко-Криворожского района съезд Советов выпустил резолюцию, в которой заявлялось: «Всеукраинский съезд Советов рабочих и солдатских депутатов протестует против преступной империалистической политики руководителей казацкой и украинской буржуазных республик, которые пытаются поделить между собой Донецкий бассейн, и будет добиваться единства Донецкого бассейна в границах Советской Республики» .
4 декабря Совнарком признал Украинскую Народную Республику и её право отделиться от России. Вопрос о существовании самостоятельной Донецко-Криворожской республики в составе РСФСР, а не Советской Украины, продолжал дискутироваться в руководстве большевиков.
15 декабря 1917 года объединились ЦИК II Съезда Советов рабочих и солдатских депутатов, и ЦИК II Съезда Советов крестьянских депутатов.
18 декабря постановлением «О Финляндской республике» Совнарком признал независимость Финляндии.

### 1918

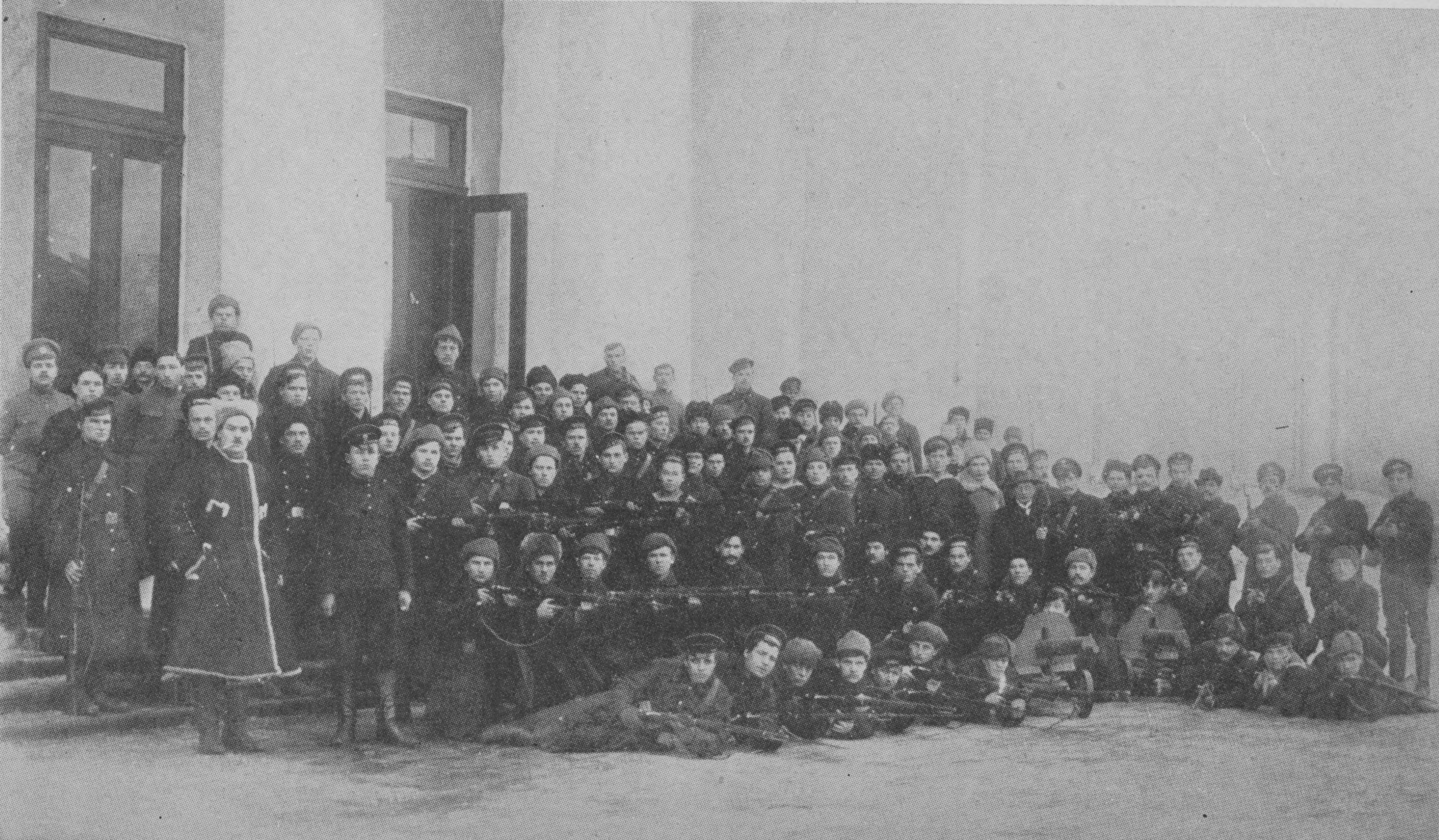
Отряд матросов, разогнавших Учредительное собрание

Учредительное собрание открылось в Петрограде 5 (18) января 1918 года. Председатель ВЦИК Я. М. Свердлов предложил Собранию утвердить декреты, принятые II Всероссийским съездом Советов, приняв написанный В. И. Лениным проект «Декларации прав трудящегося и эксплуатируемого народа». Огласив свои декларации, большевики и левые эсеры вместе с несколькими небольшими фракциями покинули зал заседаний. Вечером того же дня ВЦИК издал Декрет о роспуске Учредительного собрания, подтверждённый позже III Всероссийским Съездом Советов. В тот же день была расстреляна демонстрация в поддержку Учредительного собрания.
Период с октября (ноября) 1917 года по февраль 1918 года отличался относительной быстротой и лёгкостью установления власти большевиков и ликвидации вооружённого сопротивления их противников (Триумфальное шествие советской власти). Однако советскую власть не признали все казачьи регионы.

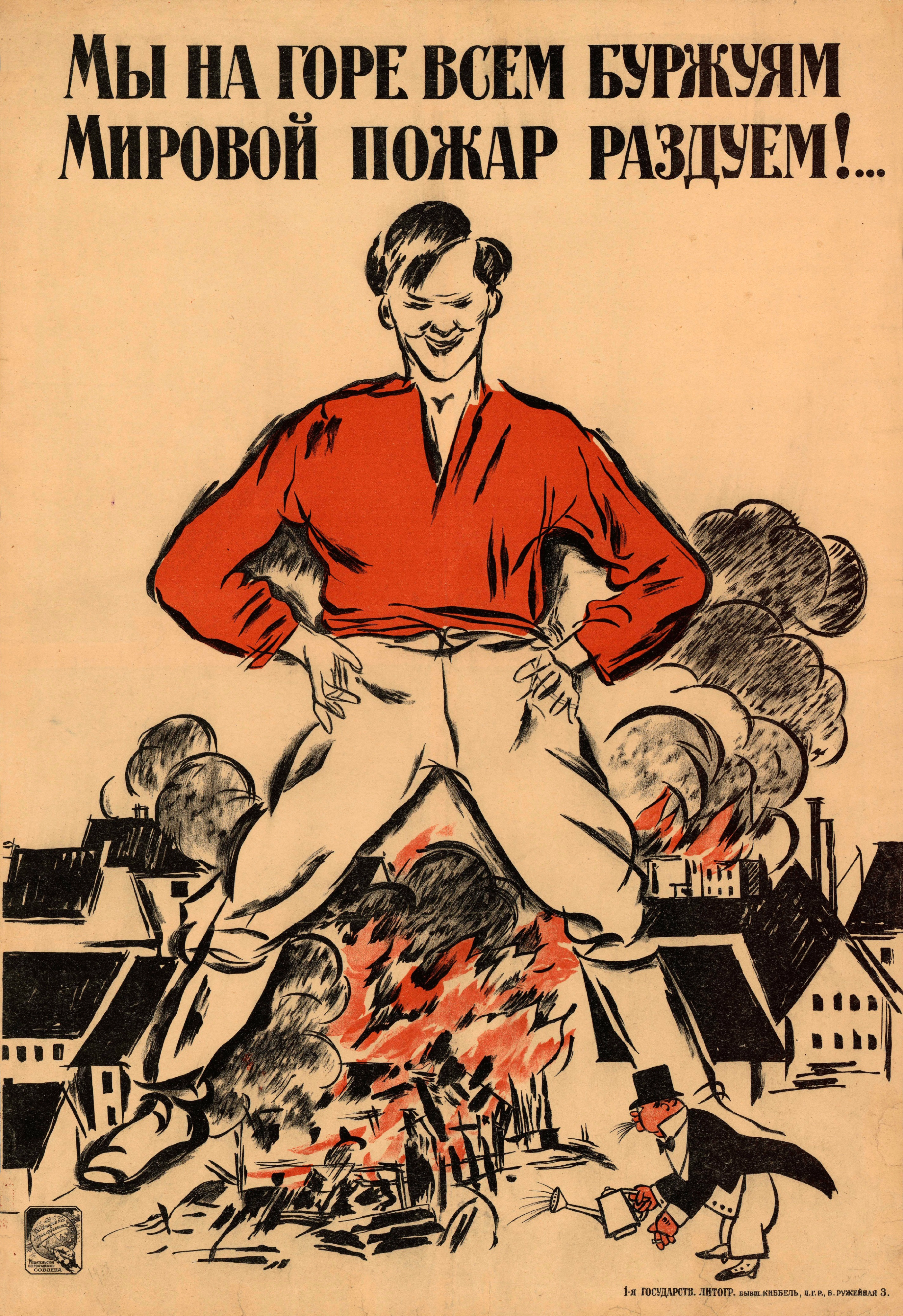
Советский пропагандистский плакат (художник А. Н. Зеленский, слова из поэмы А. А. Блока «Двенадцать»)

25 декабря 1917 года в Новочеркасске для борьбы с большевиками была создана Добровольческая армия. Однако поскольку донской атаман Алексей Каледин не пользовался поддержкой среди возвращающихся с фронта Первой мировой войны казаков, уставших от войны, Добровольческой армии пришлось уйти на Кубань (Первый Кубанский поход). Атаман Каледин после потери Ростова и Новочеркасска в феврале 1918 года застрелился, а при штурме Екатеринодара в марте 1918 года погиб Л. Г. Корнилов.
Атаман Оренбургского казачьего войска Александр Дутов 26 октября 1917 года подписал приказ о непризнании на территории Оренбургского казачьего войска власти большевиков. Таким образом, он взял под свой контроль стратегически важный регион, перекрывавший сообщение центра страны с Туркестаном и Сибирью. Тем временем преданные Советской власти войска начали наступление на Оренбург. После тяжёлых боёв численно превосходящие дутовцев отряды красной гвардии, под командованием В. К. Блюхера 31 января 1918 года в результате совместных действий с большевистским подпольем захватили Оренбург. А. Дутов решил не покидать территорию Оренбургского войска и отправился в центр 2-го военного округа — Верхнеуральск, находившийся вдали от крупных дорог, рассчитывая там продолжить борьбу и мобилизовать новые антибольшевистские силы. В марте Верхнеуральск был также взят Красной армией, после чего казачье правительство обосновалось в станице Краснинской, где к середине апреля попало в окружение. 17 апреля 1918 года, прорвав окружение силами четырёх партизанских отрядов и офицерского взвода, А. Дутов вырвался из Краснинской и ушёл в Тургайские степи.

Территория, оккупированная войсками Германии и Австро-Венгрии после заключения Брестского мира

2 (15) декабря 1917 года Совнарком подписал соглашение о временном прекращении военных действий с Германией и 9 (22) декабря начал переговоры, в ходе которых Германия, Османская империя, Болгария и Австро-Венгрия предъявили Советской России очень тяжёлые условия мира.
28 января 1918 года народный комиссар иностранных дел Лев Троцкий довёл до сведения Германии, что Советская Россия договор о мире подписывать не будет, войну прекращает, а армию демобилизует. В ответ советской делегации (со значительной задержкой по времени) было заявлено, что в случае неподписания мира соглашение о перемирии теряет свою силу и Германия возобновит военные действия.
После этого Германия начала наступление по всему фронту и оккупировала значительную территорию. В связи с этим 12 марта 1918 года столица Советской России была перенесена из Петрограда в Москву.
Тем временем, представители местных Советов 9—12 февраля 1918 года (27—30 января по старому стилю) провели в Харькове IV областной съезд Советов рабочих и солдатских депутатов. На съезде присутствовали 64 делегата с правом решающего голоса. Более чем ¾ голосами делегатов провозглашено создание Донецко-Криворожской Республики как отдельной автономии, входящей в состав России и не связанной с Украинской народной республикой Советов. ЦИК Советов Украины был объявлен «органом, параллельным областному комитету». Столицей провозглашённой республики был выбран Харьков. Принятое 12 февраля решение съезда официально опубликовали 14 февраля. Для руководства республикой создан Совет народных комиссаров Донецкого и Криворожского бассейнов, главой которого был назначен Артём (Ф. А. Сергеев).
В марте 1918 года после военного поражения под Псковом и Нарвой Совнарком был вынужден подписать сепаратный Брестский мирный договор с Германией, содержащий крайне тяжёлые условия для России (например, передачу Россией военно-морских сил на Чёрном море Турции, Австро-Венгрии, Болгарии и Германии). От страны отторгалось около 1 млн км². Немецкая армия продолжила наступление на территорию, на которую претендовала Донецкая Республика, заявляя, что рассматривает её как часть Украины. Российские советские власти, поддерживая армию ДКР, не приняли непосредственного участия в этих боевых действиях.
В конце февраля 1918 года британский контр-адмирал Кемп предложил мурманскому Совету высадить в Мурманске британские войска для защиты города и железной дороги от возможных нападений немцев и белофиннов. Троцкий, занимавший пост наркома иностранных дел, дал указание принять помощь союзников. В результате, сразу после заключения Брестского мирного договора, мурманский Совет заключил соглашение с союзниками о военной помощи, и в марте 1918 года в Мурманске началась высадка сначала британских, а затем и французских десантов.
Уже с марта 1918 года, преследуя противника (финских «красных») в ходе Гражданской войны в Финляндии, белофинские войска пересекли российско-финляндскую границу и вошли в Восточную Карелию (см. Северокарельское государство, Олонецкое правительство). 15 мая 1918 года Финляндия официально объявила войну Советской России.

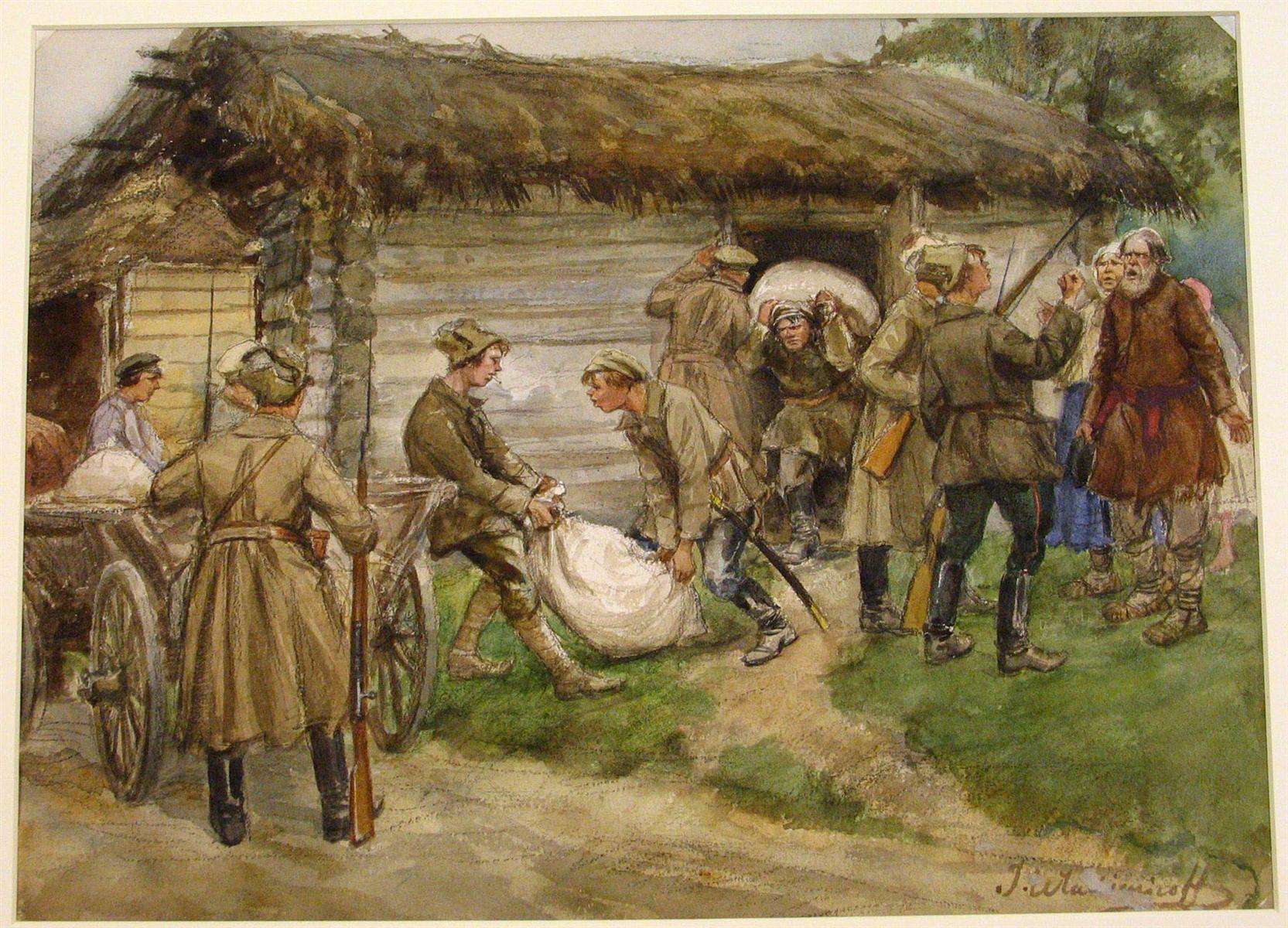
Реквизиция хлеба, картина И. А. Владимирова

Продовольственное положение внутри страны становилось критическим. Экстремальные условия, сложившиеся в стране в конце весны 1918 года, заставили большевиков прибегнуть к чрезвычайным мерам получения хлеба. 13 мая 1918 года декретом ВЦИК и СНК «О предоставлении народному комиссару продовольствия чрезвычайных полномочий по борьбе с деревенской буржуазией, укрывающей хлебные запасы и спекулирующей ими», были установлены основные положения продовольственной диктатуры. Цель продовольственной диктатуры заключалась в централизованной заготовке и распределении продовольствия, подавлении сопротивления кулаков и борьбе с мешочничеством Народный комиссариат продовольствия РСФСР получил неограниченные полномочия при заготовке продуктов питания. В связи с введением продовольственной диктатуры в мае-июне 1918 г. была создана Продовольственно-реквизиционная армия Наркомпрода РСФСР (Продармия), состоящая из вооружённых продотрядов.
Уже в конце марта 1918 года на Дону началось антибольшевистское восстание казаков под руководством генерала Петра Краснова, в результате которого к середине мая Донская область была полностью очищена от большевиков. В западную часть Донской области вошли немецкие части. Краснов предоставлял нуждающейся в продовольствии германской армии выращенный в Донской области хлеб, в обмен получая оружие с попавших в распоряжение немцев складов бывшего русского Юго-Западного фронта. Донская армия, численность которой к середине июля составила 50 тысяч человек, предприняла несколько неудачных попыток взять Царицын.
17 апреля Лениным было дано указание разоружать боевые части ДКР, вытесняемые немецкими войсками с территорий Екатеринославской и Харьковской губерний на территорию, контролируемую Совнаркомом. 4 мая последние донецкие части покинули территорию ДКР и Совнарком России, проводивший в это время переговоры о демаркационной линии с немцами, принял ещё одно решение о разоружении этих частей.
В июне 8-тысячная Добровольческая армия начала свой Второй Кубанский поход на Кубань. Генерал А. И. Деникин последовательно наголову разбил под Белой Глиной и Тихорецкой 30-тысячную армию Калнина, затем в ожесточённом сражении под Екатеринодаром — 30-тысячную армию Сорокина. К концу августа белыми были заняты Кубанская область, Черноморье и большая часть Ставропольской губернии. Численность Добровольческой армии достигла 40 тысяч штыков и сабель.
Чехословацкий корпус (40-45 тысяч человек), который был сформирован на территории России в годы Первой мировой войны, в основном из пленных чехов и словаков — бывших военнослужащих австро-венгерской армии, выразивших желание участвовать в войне против Германии и Австро-Венгрии, который с 15 января 1918 года был формально подчинён французскому командованию, направился во Владивосток, откуда его планировалось вывезти по морю в Западную Европу для продолжения боевых действий на стороне Антанты. 21 мая под давлением Германии большевики приняли решение о полном разоружении и расформировании чехословацких эшелонов. Чехословаки разгромили брошенные против них силы Красной гвардии, чем создали благоприятную ситуацию для ликвидации советских органов власти в Поволжье, на Урале, в Сибири и на Дальнем Востоке.

Гражданская война в Европейской части России в 1918—1920 годах

8 июня 1918 года в освобождённой от красных Самаре эсерами был создан Комитет Учредительного собрания (Комуч). Он объявил себя временной революционной властью, которая должна была, по замыслу его создателей, распространившись на всю территорию России, передать управление страной законно избранному Учредительному собранию. На территории, подвластной Комучу, в июле были денационализированы все банки, объявлена денационализация промышленных предприятий. Комуч создал собственные вооружённые силы — Народную армию. Одновременно, 23 июня, в Омске было сформировано Временное Сибирское правительство, объединившееся с Комучем 23 сентября в Временное Всероссийское правительство (Уфимскую директорию). Народная армия Комуча во главе с подполковником В. О. Каппелем развернула наступление в Поволжье, наибольшим успехом которого стало взятие Казани 7 августа.
Иностранная интервенция на Дальнем Востоке началась 5 апреля 1918 года. В ночь с 4 на 5 апреля «неизвестные лица» совершили вооружённое нападение с целью ограбления на отделение японской торговой конторы «Исидо», расположенной во Владивостоке. В ходе этой бандитской акции злоумышленниками были убиты два японских гражданина. В этот же день со стоявших на рейде кораблей военно-морских сил Японии и Великобритании высадились две роты японских пехотинцев и полурота английской морской пехоты под предлогом защиты иностранных подданных. На следующий день десантировался отряд из 250 японских моряков, к октябрю их было 73 тысячи. Не встречая никакого сопротивления, они захватили опорные пункты города, остров Русский с его крепостными укреплениями, артиллерийскими батареями, военными складами и казармами.
К концу года общая численность войск интервентов, включая чехословацких легионеров, поднявших мятеж против советской власти и американских военнослужащих, возросла до 150 тысяч. По американским данным, на 15 сентября 1919 года интервенционистские силы Антанты на Дальнем Востоке насчитывали в своих рядах более 60 тысяч японских, 9 тысяч американских, 1500 британских, 1500 итальянских, 1100 французских и 60 тысяч чехословацких солдат и офицеров. Кроме того, имелись «белые» китайские, румынские и польские воинские части.
Начало высадки интервентов послужило сигналом белоказакам атаманов Семенова, Калмыкова и Гамова для возобновления боевых действий. В течение короткого времени объединёнными усилиями им удалось разгромить немногочисленные силы Центросибири и Дальсовнаркома. Семёновцы, поддерживаемые японскими войсками, совместно с белочехами 1 сентября 1918 захватили Читу, отрезав всю Восточную Сибирь и Дальний Восток от европейской части России.

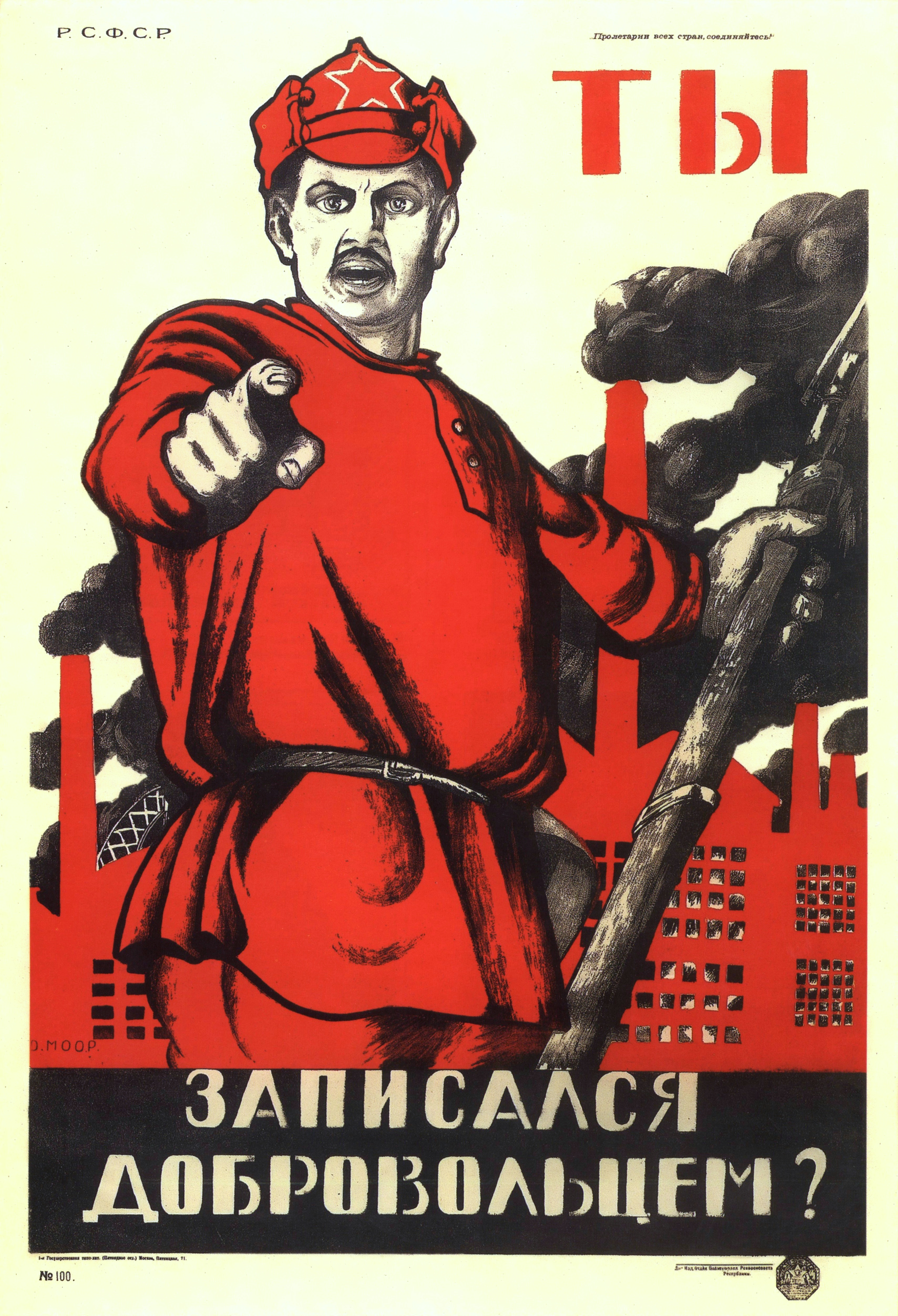
«Ты записался добровольцем?» (художник Дмитрий Моор, 1920) — один из самых знаменитых плакатов Гражданской войны.

Декретом ВЦИК «О принудительном наборе в Рабоче-крестьянскую Красную армию» от 29 мая 1918 года была объявлена всеобщая мобилизация рабочих и беднейших крестьян в 51 уезде Приволжского, Уральского и Западно-Сибирского военных округов, а также рабочих Петрограда и Москвы. Введение обязательной военной службы позволило быстро увеличить численность вооружённых сил. По данным на 15 сентября 1918 года, в Красной армии числилось уже свыше 450 тысяч человек, не считая тыловых войск и вспомогательных войск, составлявших около 95 тысяч.
14 июня 1918 года ВЦИК постановил исключить из состава ВЦИК и местных Советов эсеров (правых и центра) и меньшевиков.
На V Всероссийском съезде Советов в начале июля 1918 года большевики, несмотря на противодействие левых эсеров, находившихся в меньшинстве, приняли первую Советскую конституцию, закрепив в ней идеологические принципы нового политического режима. Основной его задачей было «установление диктатуры городского и сельского пролетариата и беднейшего крестьянства в форме могучей Всероссийской Советской государственной власти с целью полного сокрушения буржуазии». По этой конституции рабочие могли послать от равного числа избирателей в 5 раз больше делегатов, чем крестьяне (при этом городская и сельская буржуазия, помещики, чиновники и духовенство вообще были лишены избирательных прав на выборах в Советы). Представляя интересы прежде всего крестьянства и являясь принципиальными противниками диктатуры пролетариата, левые эсеры перешли к активным действиям.
6 июля левый эсер Яков Блюмкин убил в Москве германского посла Мирбаха, что послужило сигналом к началу левоэсеровского восстания в Москве, имевшего целью свержение Совнаркома и разрыв договорных отношений между Германией и РСФСР. 10 июля в поддержку своих соратников попытался поднять восстание против большевиков командующий Восточным фронтом РККА левый эсер Михаил Муравьёв, но его со всем штабом под предлогом переговоров заманили в ловушку и застрелили. Подавление восстаний левых эсеров с 1918 года, а затем запрет меньшевиков-интернационалистов (мартовцев) в 1921 году, привели к установлению однопартийной диктатуры большевистской партии. Резолюция V Всероссийского съезда Советов от 10 июля 1918 года хотя и не запрещала партию левых эсеров, но требовала исключения из состава Советов тех левых эсеров, которые одобряют «авантюру своего Центрального комитета». К концу 1918 года в составе 34 уездных Советов осталось 160 левоэсеровских депутатов из 805, а на губернских съездах Советов они составили менее одного процента.
Параллельно в ночь на 6 июля началось Ярославское восстание, организованное Союзом защиты Родины и Свободы Бориса Савинкова, а 8 июля — Рыбинское и Муромское восстания. К 21 июля все восстания были подавлены.
По мере обострения ситуации в стране большевики усиливали репрессии против реальных и потенциальных противников. В ночь на 13 июня 1918 года в Перми был убит Великий князь Михаил Александрович. В Екатеринбурге в ночь на 17 июля был расстрелян содержавшийся там под арестом бывший император Николай II с семьёй. Почти одновременно с расстрелом царской семьи было совершено убийство великих князей, находившихся в ссылке в городе Алапаевске, в 140 километрах от Екатеринбурга.

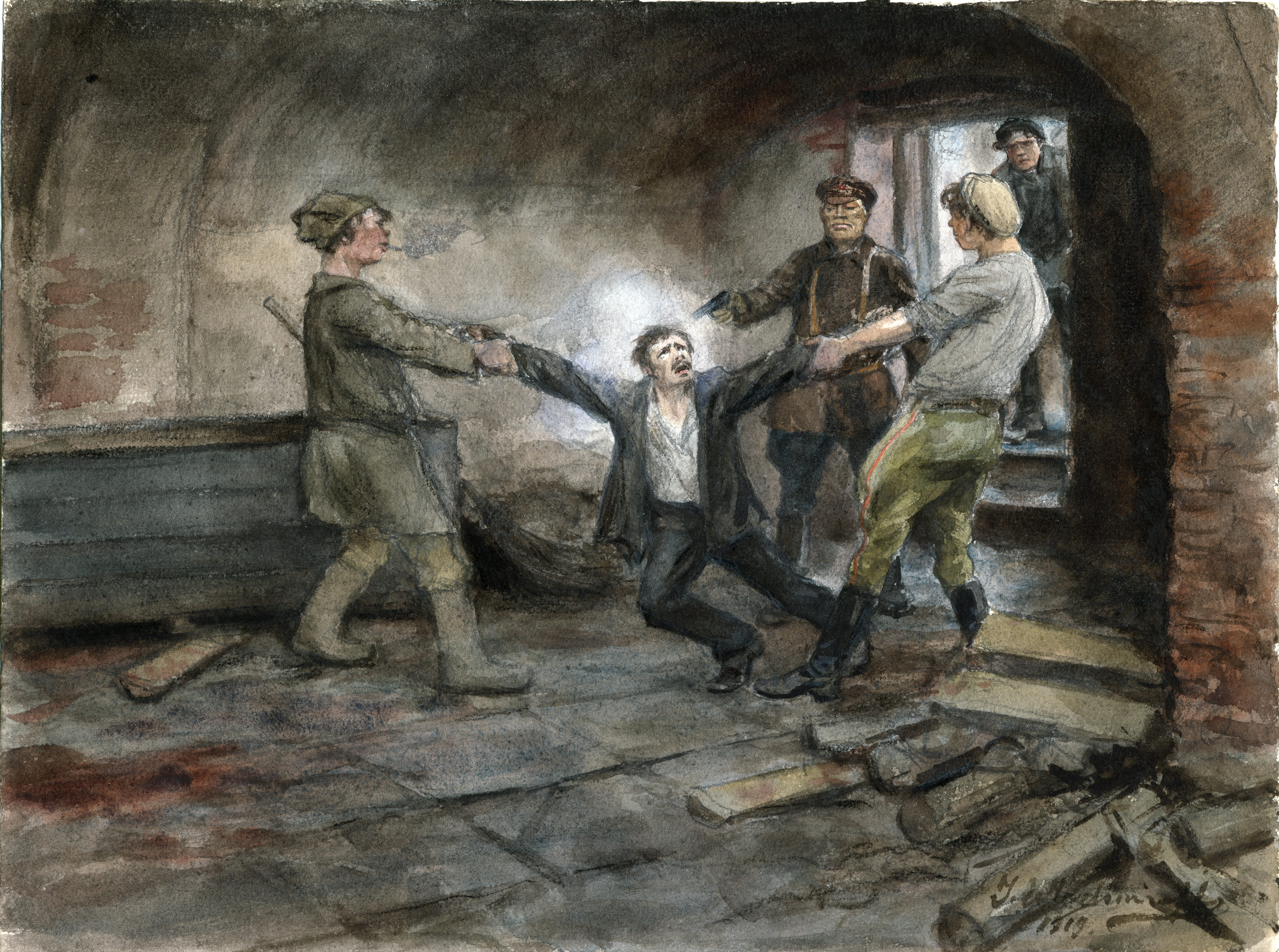
«В подвалах ЧК», картина И. А. Владимирова

28 июня 1918 года принят декрет Совнаркома «О национализации крупнейших предприятий» , 20 августа 1918 года был принят декрет ВЦИК «Об отмене частной собственности на недвижимость в городах». Осенью 1918 года в городах начались «уплотнения» — изъятия «излишков» жилплощади в пользу «трудовых элементов».
Система образования была коренным образом изменена: существование частных школ было запрещено; было введено бесплатное обучение, совместное обучение детей обоего пола; школа отделялась от церкви, а церковь — от государства; запрещалось преподавание в учебных заведениях какого бы то ни было вероучения и исполнение обрядов религиозного культа; все национальности получили право обучения на родном языке. Что касается высшего образования, большевистские власти стремились изменить социальный состав студенчества, чтобы создать новую интеллигенцию, преданную идеям социализма и правящему режиму. В соответствии с декретом Совнаркома «О правилах приема в высшие учебные заведения» от 2 августа 1918 года в высшие учебные заведения могли поступать все желающие без экзаменов, при этом даже не требовалось диплома, аттестата или свидетельства об окончании средней или какой-либо школы; плата за обучение отменялась. Однако программы обучения оказались не под силу неподготовленным слушателям, в среде которых росли разочарование и сомнения в правильности сделанного выбора. Поэтому появилась такая форма довузовской подготовки, как рабочие факультеты, официально затем узаконенная постановлением Наркомпроса РСФСР от 15 сентября 1919 года.
В ночь на 2 августа 1918 года организация капитана 2-го ранга Чаплина (около 500 человек) свергла советскую власть в Архангельске, однотысячный красный гарнизон разбежался без единого выстрела. Власть в городе перешла к местному самоуправлению и началось создание Северной армии. Затем в Архангельске высадился двухтысячный британский десант.

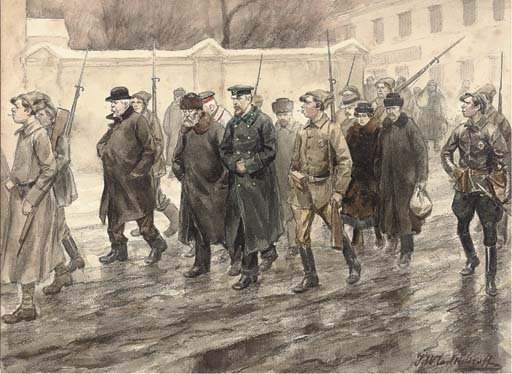
Конвоирование арестованных, картина И. А. Владимирова

27 августа 1918 года Советская Россия и Германия подписали дополнительный договор, одним из пунктов которого Донбасс объявлен временно оккупированной немецкой территорией. Россия получала право добывать уголь в Донбассе, но заявленные на переговорах ещё 15 мая российские претензии на получение Юзовки и её окрестностей не были удовлетворены.
30 августа 1918 года было совершено покушение на Ленина, убит председатель Петроградской ЧК Урицкий. В ответ на террористические акты против большевистских руководителей большевиками был объявлен красный террор. ВЧК и её местные органы арестовывали и объявляли заложниками известных политических и общественных деятелей, генералов и офицеров, представителей дворянства, буржуазии, интеллигенции и духовенства, которых расстреливали в случае контрреволюционных выступлений и нападений на представителей Советской власти.
31 октября 1918 года был принят декрет Совнаркома, утвердивший Положение о социальном обеспечении трудящихся. Оно предусматривало, что местные подотделы социального обеспечения и охраны труда оказывают врачебную помощь всех видов. Так впервые в мире была создана единая система здравоохранения (система Семашко). На всех трудящихся были распространены пособия при временной утрате трудоспособности, пенсии по старости и при постоянной утрате трудоспособности, пособия по беременности и родам, пособия по безработице. Для централизованного аккумулирования денежных средств, предназначенных для соцобеспечения, был создан Всероссийский фонд социального обеспечения; средства всех существовавших фондов (безработных, пенсионных, помощи увечных воинов и др.) и касс (страховых, вспомогательно-сберегательных, пенсионных, похоронных и др.) подлежали передаче в данный фонд.
В ноябре 1918 года резко изменилось международное положение. После успеха решающего наступления Антанты на Западном фронте и Ноябрьской революции Германская империя и её союзники потерпели поражение в Первой мировой войне. В соответствии с секретным протоколом к Компьенскому перемирию от 11 ноября 1918 года германские войска должны были оставаться на территории России до прибытия войск Антанты, однако, по договорённости с германским командованием территории, с которых выводились германские войска, начала занимать Красная Армия, и только в некоторых пунктах германские войска были заменены войсками Антанты. В ноябре-декабре 1918 года франко-греческие войска высадились на юге Украины и заняли Севастополь, Одессу, а затем Херсон и Николаев.
В сентябре 1918 года войска советского Восточного фронта, сосредоточив под Казанью 11 тысяч штыков и сабель против 5 тысяч у противника, перешли в наступление. После ожесточённых боёв они 10 сентября захватили Казань, и прорвав фронт, заняли затем 12 сентября Симбирск, 7 октября — Самару, нанеся тяжёлое поражение Народной армии КОМУЧа. Ситуация на фронте кардинально изменилась — к осени 1918 года отряды Народной армии уже не могли сдержать многократно превосходившие их силы Красной армии.
Неспособность организовать сопротивление большевикам вызвало недовольство белогвардейцев эсеровским правительством. 18 ноября 1918 года в Омске группой офицеров был совершён переворот, в результате которого эсеровское правительство было разогнано, а власть передана популярному среди русского офицерства адмиралу Колчаку, которому было присвоено звание Верховного правителя России. Он установил режим военной диктатуры и приступил к реорганизации армии. Власть Колчака была признана союзниками России по Антанте и большинством других белых правительств. В декабре 1918 года колчаковские войска перешли в наступление и 24 декабря овладели Пермью (Пермская операция (1918—1919)), однако потерпели поражение под Уфой и вынуждены были прекратить наступление.
В ноябре 1918 года антибольшевистское правительство Северной области пригласило генерала Миллера занять пост генерал-губернатора Северной области, признавшей 30 апреля 1919 года верховную власть Колчака.

### 1919

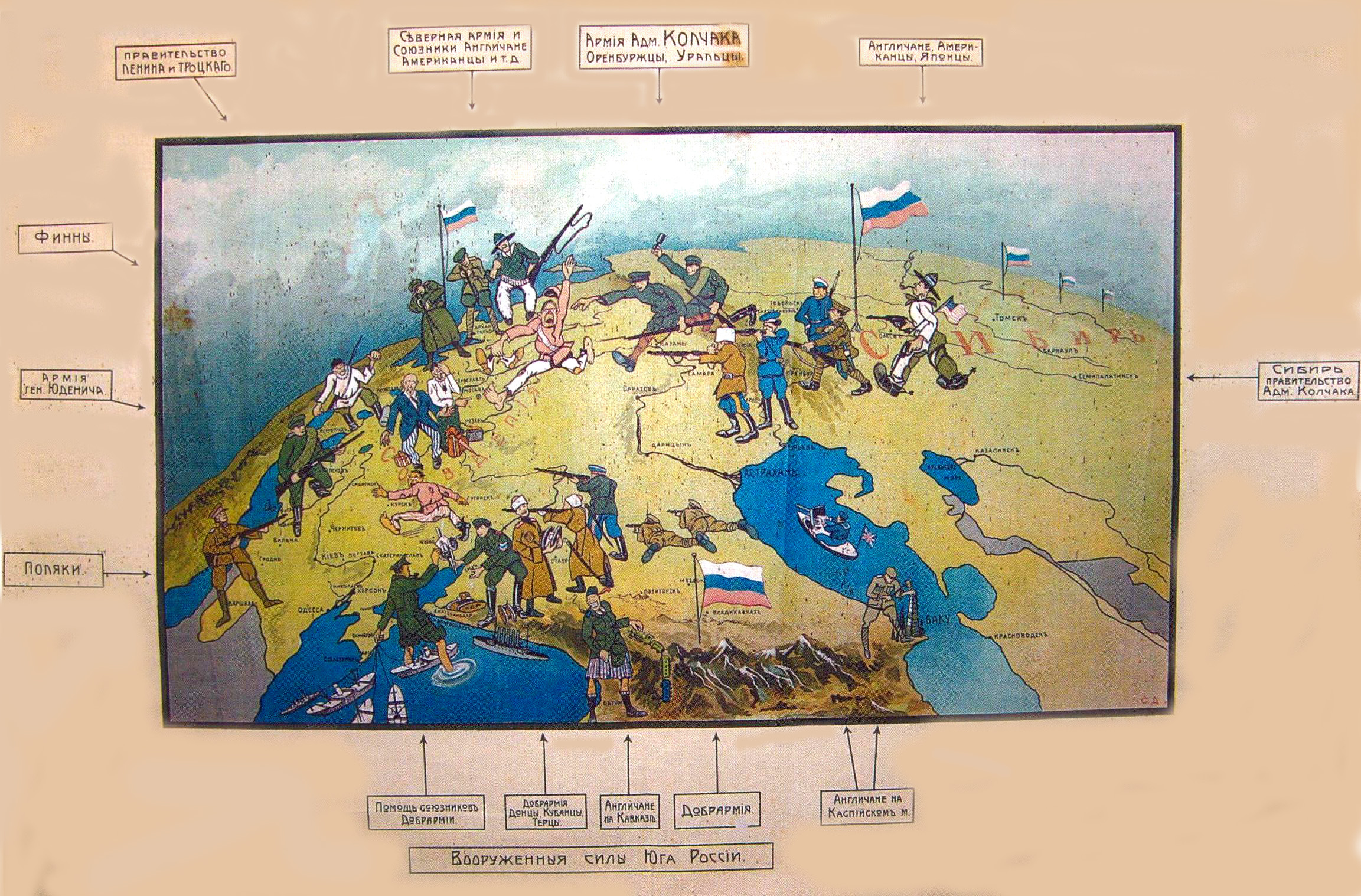
Белый плакат (1919), иллюстрирующий максимальное «сужение» территории РСФСР

На территориях, отошедших Германии по Брестскому миру, возникли государства: Эстония, Латвия, Литва, Белоруссия, Польша, Украина, которые позднее, лишившись немецкой поддержки, переориентировались на Антанту и начали формирование собственных армий. Советское правительство отдало приказ о выдвижении своих войск для занятия территорий Украины, Белоруссии и Прибалтики. Для этих целей в начале 1919 года был создан Западный фронт (командующий Д. Н. Надёжный) в составе 7-й, Латвийской, Западной армий и Украинский фронт (командующий В. А. Антонов-Овсеенко), в состав которого вошли три Украинские советские армии, сформированные на Украине преимущественно из повстанческих отрядов. Красная армия к середине января 1919 года заняла большую часть Прибалтики и Белоруссии, и там были созданы советские правительства. Одновременно польские войска выдвинулись для захвата Литвы и Белоруссии.
На Украине украинские советские войска в декабре 1918 — январе 1919 гг. заняли Харьков, Полтаву, Екатеринослав, 5 февраля 1919 года — Киев. Остатки войск УНР под командованием С. В. Петлюры отошли в район Каменец-Подольска.
Вопрос о восстановлении работы формально не распущенной ДКР оставался открытым. Подготовка к нему велась, но шла ли речь о возобновлении работы ДКР как автономии Советской России или как автономии советской Украины, достоверно неизвестно.
На 20 февраля 1919 года в Харькове было намечено проведение областной партийной конференции большевиков Донецко-Криворожского бассейна.
17 февраля 1919 года по предложению В. И. Ленина было принято постановление Совета Обороны РСФСР о ликвидации Донецко-Криворожской советской республики («Кривдонбасса»). В итоге конференция проведена не была, и никаких организационных решений о возобновлении работы ДКР после деоккупации её территории принято не было. Её территория, административным решением ленинского Совнаркома и без каких-либо референдумов, в основном, была передана в состав УССР.
Несмотря на это, некоторые партийные и советские работники Донбасса пытались возродить её в составе РСФСР или иным способом перевести Донбасс из состава Советской Украины в состав Российской СФСР, о чём сообщали в ЦК РКП (б) уполномоченные, выезжавшие на Украину. Ирридентистские тенденции выразились и в стремлении создать особое донецкое военное единство — Военно-революционный комитет Донецкого бассейна, который настаивал на предоставлении ему права организовать Реввоенсовет группы войск И. Кожевникова, действовавшей в Донбассе, чтобы таким образом иметь и свою, донецкую группу войск. Руководитель правительства Советской Украины X. Раковский выдвинул проект создания отдельного командования войск, действовавших в Донбассе и входивших в состав Южного фронта. На пост командующего он предлагал К. Ворошилова, а членом Реввоенсовета В. Межлаука (оба деятели бывшей Донецко-Криворожской республики) и одного представителя от Южного фронта. И Реввоенсовет Республики, и ЦК РКП (б), и В. И. Ленин отрицательно отнеслись к предложениям о создании донецкого единства. В телеграмме В. И. Ленина 1 июня 1919 г. на имя В. Межлаука и К. Ворошилова сообщалось, что Политбюро ЦК, вполне соглашаясь с Реввоенсоветом республики, «решительно отвергает план украинцев объединять 2-ю, 8-ю и 13-ю армии, создавать особое донецкое единство. Мы требуем, чтобы Ворошилов и Межлаук выполняли свою непосредственную задачу — создать крепкую украинскую армию».
6 апреля 1919 года повстанцы атамана Григорьева, перешедшего на сторону большевиков, заняли Одессу; к концу апреля 1919 года советские войска овладели Крымом. В планы советского командования входили наступление на Бессарабию и поход на помощь Венгерской Советской Республике, но в связи с переходом атамана Григорьева на сторону врагов советской власти и начавшимся наступлением белых на Южном фронте Украинский фронт был в июне расформирован, и к осени красные оставили Украину.
К началу января 1919 года части Красной армии заняли значительную часть территории Эстонии. Но эстонская армия в январе 1919 года начала наступление, результатом которого стало изгнание частей Красной армии с территории Эстонии к февралю 1919 года.
В конце февраля 1919 года польские войска форсировали Неман и начали наступление на территорию советской Белоруссии (с 3 февраля находившейся в федерации с РСФСР)

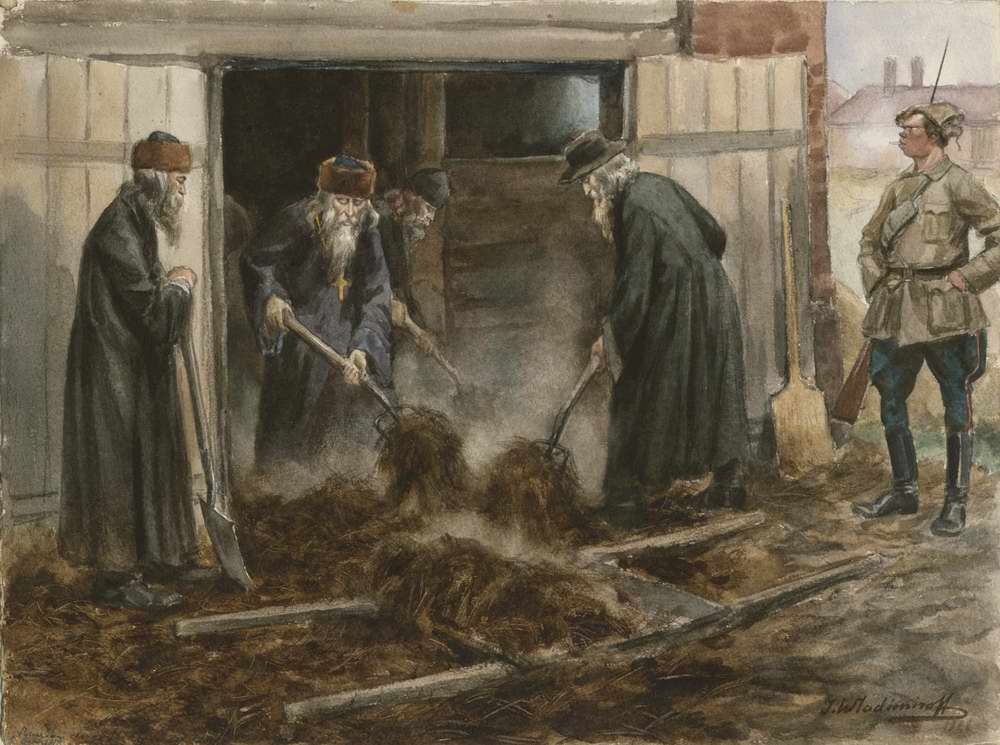
Священники на принудительной работе, картина И. А. Владимирова

В начале марта 1919 года 107-тысячная армия А. В. Колчака развернула наступление с востока против примерно сопоставимых сил Восточного фронта РККА, намереваясь соединиться в районе Вологды с Северной армией генерала Миллера (Сибирская армия), а основными силами наступать на Москву.
В это же время в тылу Восточного фронта красных начинается мощное крестьянское восстание (Чапанная война) против большевиков, охватившее Самарскую и Симбирскую губернии. Численность восставших достигла 150 тысяч человек. Но плохо организованные и вооружённые повстанцы были к апрелю разгромлены регулярными частями Красной армии и карательными отрядами ЧОН, и восстание было подавлено.
В марте-апреле войска Колчака, взяв Уфу (14 марта), Ижевск и Воткинск, заняли весь Урал и с боями пробивались к Волге, но были вскоре остановлены превосходящими силами Красной армии на подступах к Самаре и Казани. 28 апреля 1919 года красные перешли в контрнаступление, в ходе которого 9 июня заняли Уфу.
Летом 1919 года центр вооружённой борьбы переместился на Южный фронт. Повсеместные крестьянско-казацкие восстания дезорганизовали тыл Красной армии. Особенно большой размах имели Григорьевское восстание, приведшее к общему военно-политическому кризису УССР в мае 1919 г., и Вёшенское восстание на Дону. На их подавление были брошены крупные силы РККА, в боях с крестьянами-повстанцами солдаты красных часто проявляли нестойкость. В создавшихся благоприятных условиях Добровольческая армия разгромила противостоявшие ей силы большевиков и вышла на оперативный простор. К концу июня она заняла Царицын, Харьков (см. статью Добровольческая армия в Харькове), Александровск, Екатеринослав, Крым. 12 июня 1919 года Деникин официально признал власть адмирала Колчака как Верховного правителя Российского государства и Верховного главнокомандующего русских армий.
3 июля 1919 года Деникин, находясь в Царицыне, издал так называемую «Московскую директиву», и уже 9 июля ЦК партии большевиков опубликовал письмо «Все на борьбу с Деникиным!», назначив на 15 августа начало контрнаступления.
С целью срыва контрнаступления красных, по тылам их Южного фронта 4-м Донским корпусом генерала К. К. Мамонтова был проведён рейд 10 августа — 19 сентября, на 2 месяца отсрочивший наступление красных. Тем временем белые армии продолжали наступление: 18 августа был взят Николаев, 23 августа — Одесса, 30 августа — Киев, 20 сентября — Курск, 30 сентября — Воронеж, 13 октября — Орёл. Большевики были близки к катастрофе и готовились к уходу в подполье. Был создан подпольный Московский комитет партии, правительственные учреждения начали эвакуацию в Вологду.

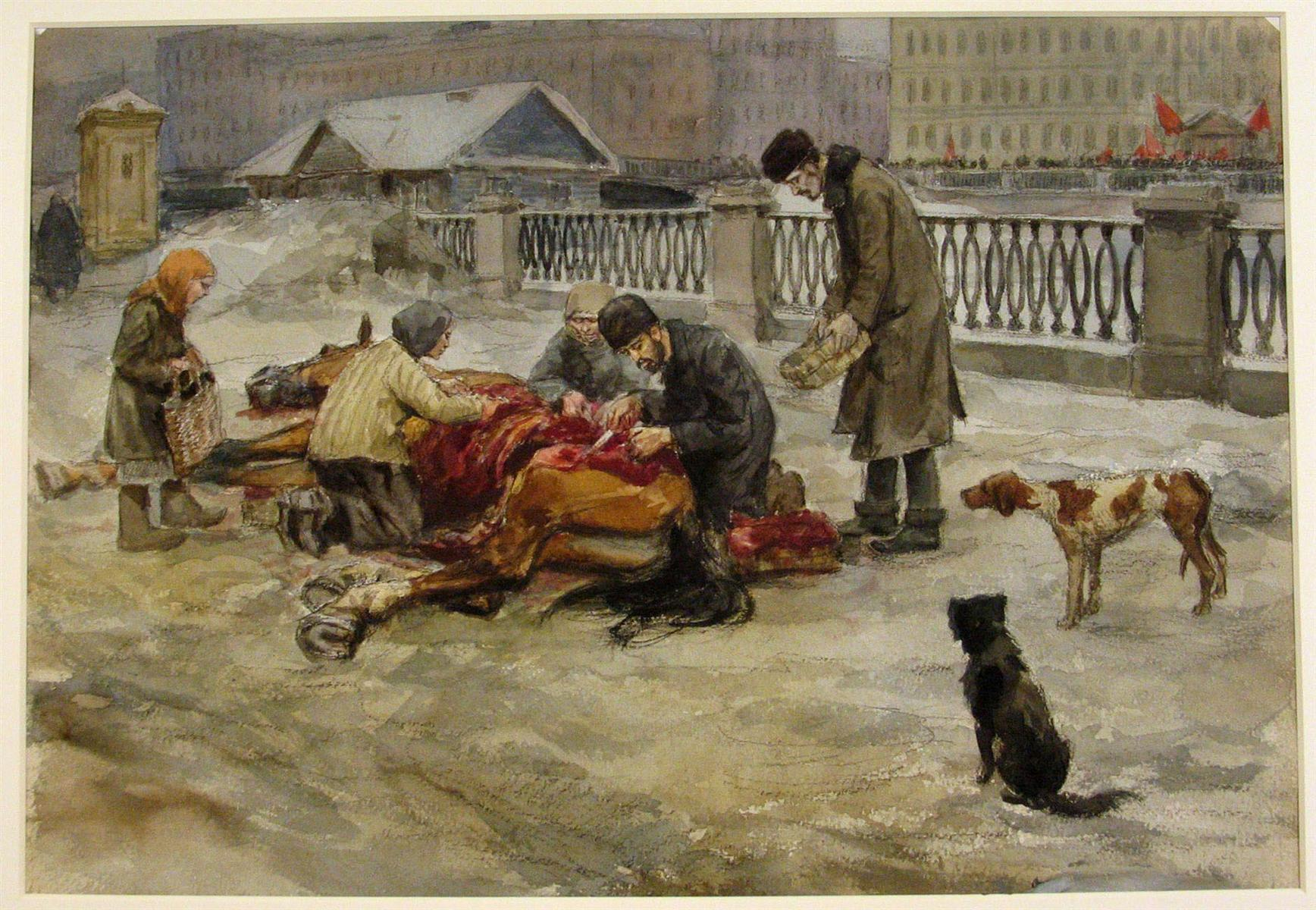
«Голод», картина И. А. Владимирова

Но, благодаря дипломатическим усилиям, красным удалось снять с запада часть войск, включая латышских и эстонских стрелков, и перебросить их на юг. В результате ожесточённых боёв 15-27 октября белые утратили стратегическую инициативу, но смогли организованно отступить на юг, избежав окружения, хотя одновременно с Орловско-Кромской операцией красные провели на правом фланге наступающих на Москву частей ВСЮР успешную Воронежско-Касторненскую операцию конным корпусом Будённого против казачьих корпусов Мамонтова и Шкуро. С конца сентября части Вооружённых сил Юга России (ВСЮР) были также отвлечены рейдом Махно на Украине в направлении Таганрога. Битва под Перегоновкой, в которой участвовало с каждой стороны по 40 тыс. бойцов, была проиграна белыми. Пополнения, подготовленные для отправки на север, пришлось использовать против Махно.
5 июня 1919 года Н. Н. Юденич был назначен А. В. Колчаком главнокомандующим всеми российскими сухопутными и морскими вооружёнными силами, действовавшими против большевиков на Северо-Западном фронте. Белые предприняли два наступления на Петроград: весной и осенью 1919 года. В результате майского наступления Северным корпусом были заняты Гдов, Ямбург и Псков, но к 26 августа в результате контрнаступления красных 7-й и 15-й армий Западного фронта белые были вытеснены из этих городов. Тогда же 26 августа в Риге представителями Белого движения, прибалтийских стран и Польши было принято решение о совместных действиях против большевиков и наступлении на Петроград 15 сентября. Однако, после предложения советским правительством (31 августа и 11 сентября) начать мирные переговоры с прибалтийскими республиками на основе признания их независимости, Юденич лишился помощи этих союзников. Осеннее наступление Юденича на Петроград было неудачным, Северо-Западная армия была вытеснена в Эстонию.
На востоке к августу 1919 года красные захватили Екатеринбург и Челябинск. 11 августа из состава советского Восточного фронта был выделен Туркестанский фронт, войска которого в ходе Актюбинской операции 13 сентября соединились с войсками Северо-Восточного фронта Туркестанской республики и восстановили связь Центральной России со Средней Азией.
Осенью 1919 года остатки армии Колчака отошли вглубь Сибири. В ходе этого отступления колчаковскими войсками был совершён Великий Сибирский Ледяной поход, в результате которого они отступили из Западной Сибири в Восточную, преодолев тем самым более 2 тысяч километров, и избежали окружения. Но в это время эсеры организовали в тылу Колчака ряд мятежей, в результате которых им удалось захватить Иркутск, где власть взял эсеровский Политцентр, которому 15 января чехословаки, среди которых были сильны проэсеровские настроения и отсутствовало желание воевать, выдали находившегося под их охраной адмирала Колчака. 21 января 1920 года иркутский Политцентр передал Колчака большевистскому ревкому и он был расстрелян в ночь с 6 на 7 февраля 1920 года.
Осенью 1919 года Северная армия белых предприняла наступление. За относительно короткое время белым удалось занять обширные территории. После отхода Колчака на восток отдельные части сибирской армии Колчака были переведены под командование генерала Миллера.
Но к концу 1919 года Великобритания по большей части прекратила поддержку антибольшевистских правительств в России, а в конце сентября союзники эвакуировались из Архангельска. В декабре красные перешли в контрнаступление, заняли Шенкурск и подошли вплотную к Архангельску. 24−25 февраля 1920 года большая часть Северной армии капитулировала. Более 800 военнослужащих, включая Миллера, и гражданских беженцев эмигрировали в Норвегию в феврале 1920 года.

### 1920

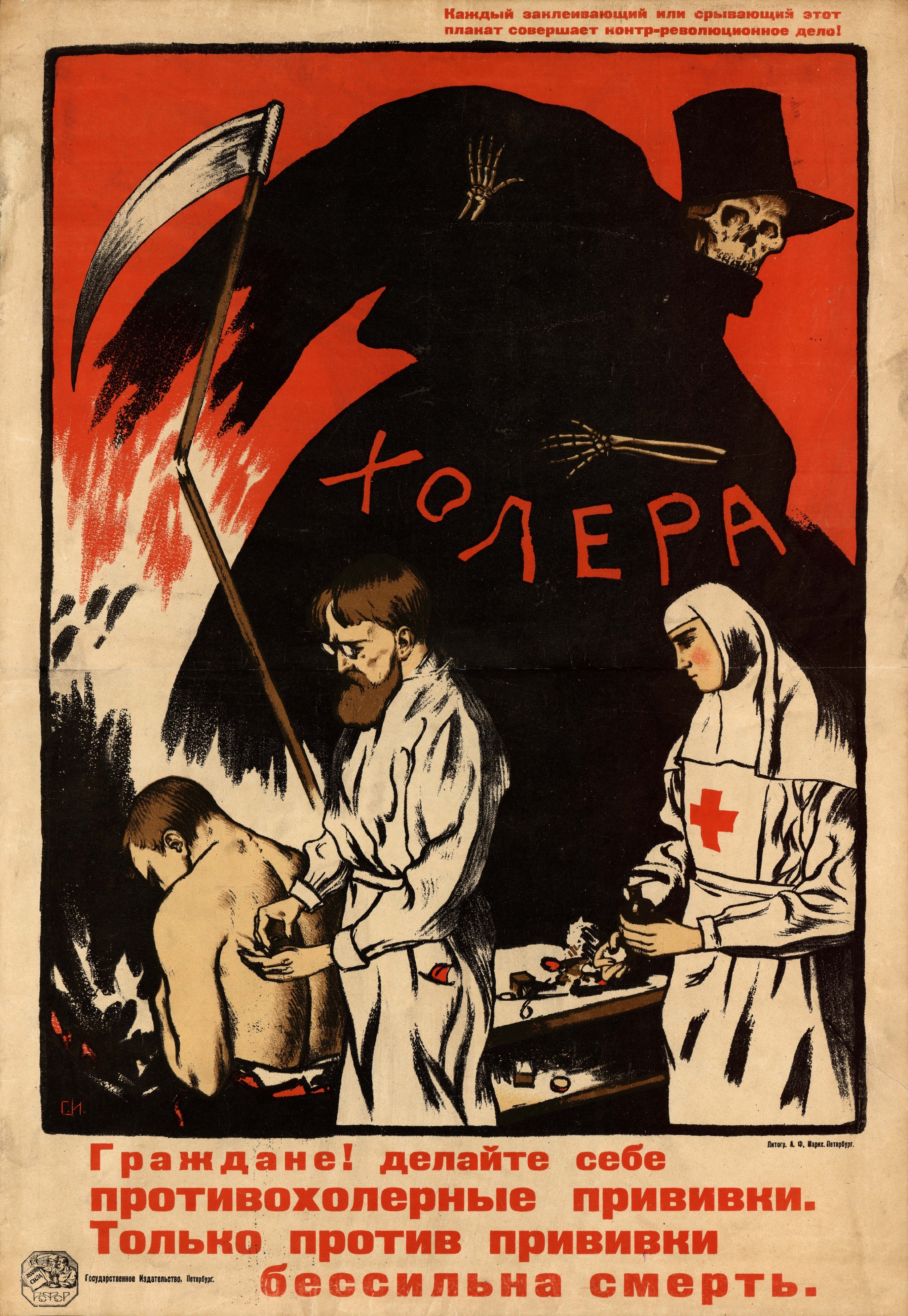
Плакат 1920 года

3 января 1920 года Польша и Латвия совместно начали операцию по освобождению Латгалии от советских войск. 30 января в Москве Латвия и РСФСР заключили перемирие.
2 февраля 1920 года между РСФСР и Эстонской Республикой был заключён мирный договор, которым обе стороны официально признали друг друга.
1 марта 1920 года Добровольческий корпус оставил Ростов-на-Дону, и белые армии стали отходить к реке Кубань. Казачьи части Кубанской армии стали массово сдаваться в плен красным или переходить на сторону «зелёных», что повлекло за собой развал фронта белых, отступление остатков Добровольческой армии в Новороссийск, а оттуда 26-27 марта 1920 года эвакуацию их морем в Крым. Деникин 4 апреля 1920 года оставил пост главнокомандующего Вооружённых сил на Юге России, передал командование генералу барону П. Н. Врангелю.
6 апреля 1920 года была создана Дальневосточная республика как буферное государство между РСФСР и оккупированным японскими войсками Дальним Востоком.

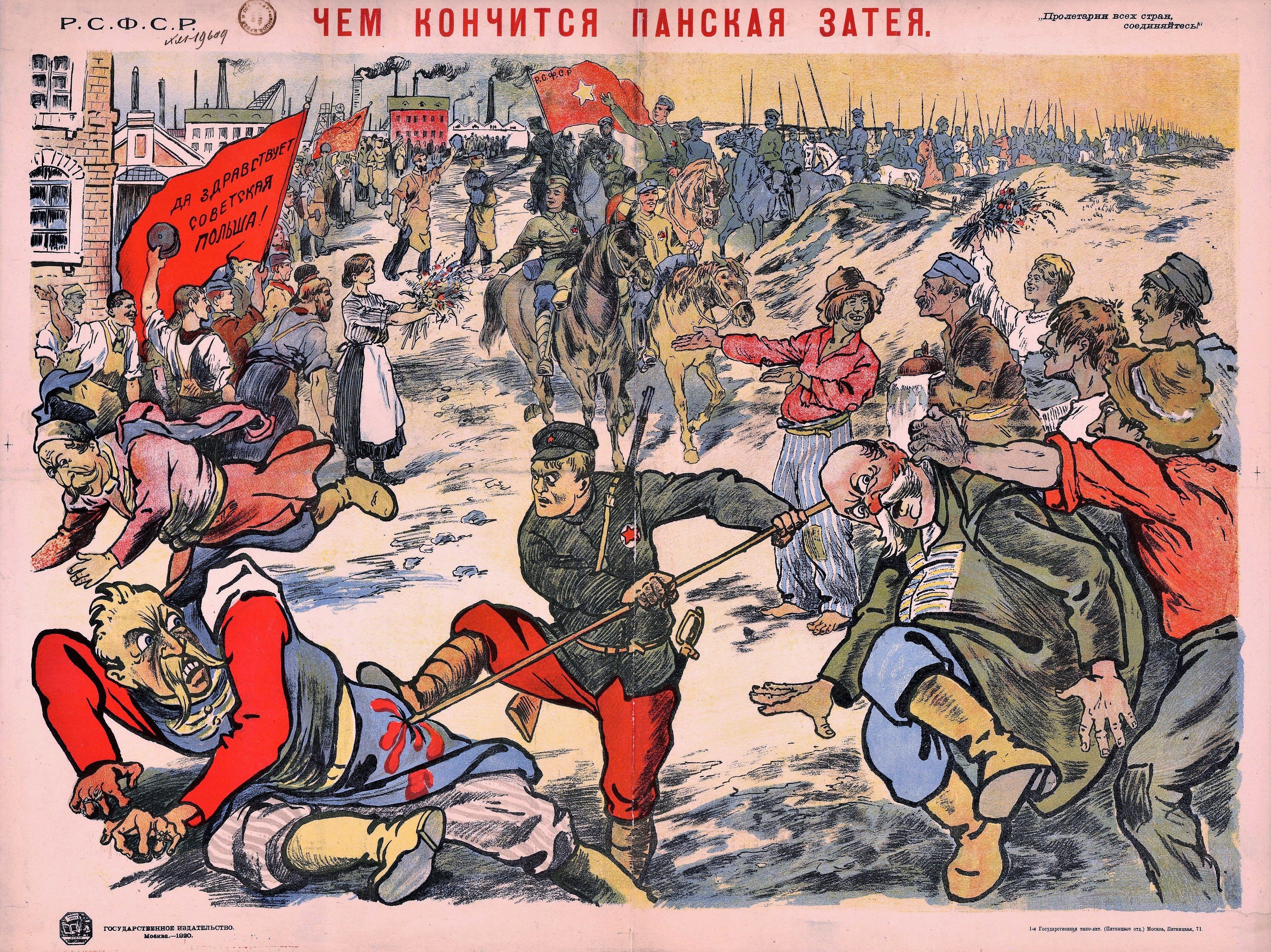
«Чем кончится панская затея». Советский плакат периода советско-польской войны

25 апреля 1920 года польская армия вторглась в пределы Советской Украины и 6 мая захватила Киев. 14 мая началось успешное контрнаступление советских войск. 12 июля 1920 года был заключён мирный договор между РСФСР и Литвой, который гарантировал нейтралитет Литвы в ходе советско-польской войны и обезопасил правый фланг советских войск. Однако советские войска в августе 1920 года были наголову разбиты под Варшавой (т. н. «Чудо на Висле») и откатились назад.
После начала советско-польской войны Русская армия Врангеля в июне заняла Северную Таврию, уничтожила там красный конный корпус, создавала на правом берегу Днепра плацдарм для соединения с польской армией, но вынуждена была отступить. Также высаженный в августе на Кубань десант не смог там удержаться.

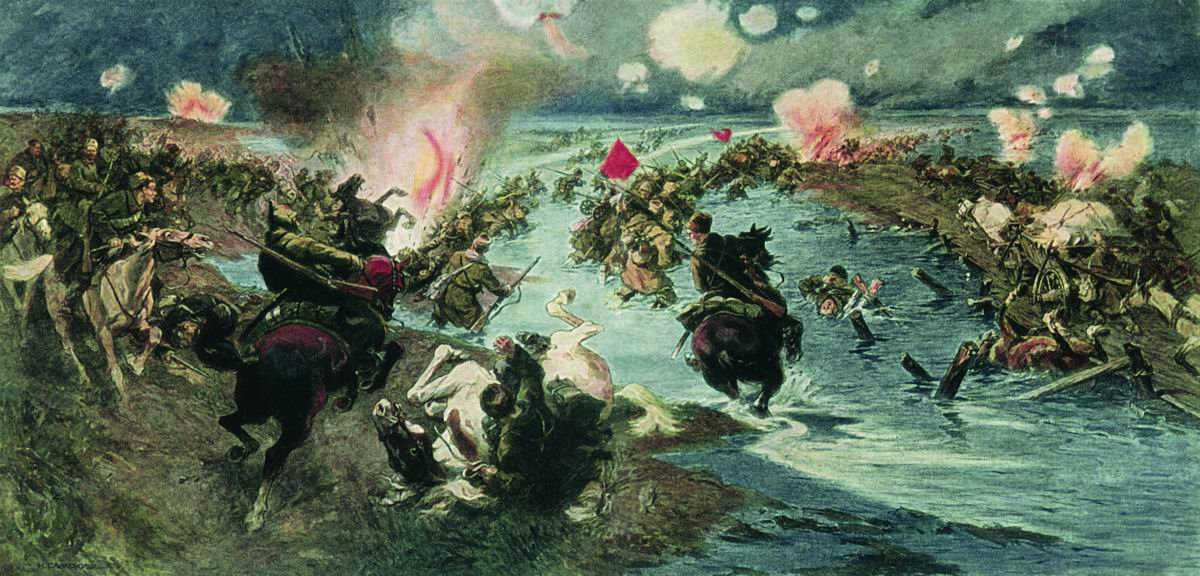
Н. С. Самокиш «Переход Красной Армии через Сиваш» (1935)

После заключения советско-польского перемирия 28 октября части Южного фронта красных под командованием М. В. Фрунзе перешли в контрнаступление. Основная часть армии Врангеля к 3 ноября отошла в Крым, избежав окружения. 7 ноября красные начали вторжение в Крым. Началась эвакуация белой армии и сочувствующих белогвардейцам в оккупированный Антантой Константинополь. 17 ноября весь Крым был занят советскими войсками. На этом гражданская война практически закончилась.
В апреле 1920 года была установлена Советская власть в Азербайджане, в ноябре — в Армении.
В апреле 1920 года советские войска Туркестанского фронта нанесли поражение белым в Семиречье, а в сентябре 1920 года Советская власть установилась в Бухаре.
1 августа 1920 года РСФСР заключила мирный Рижский договор с Латвией.

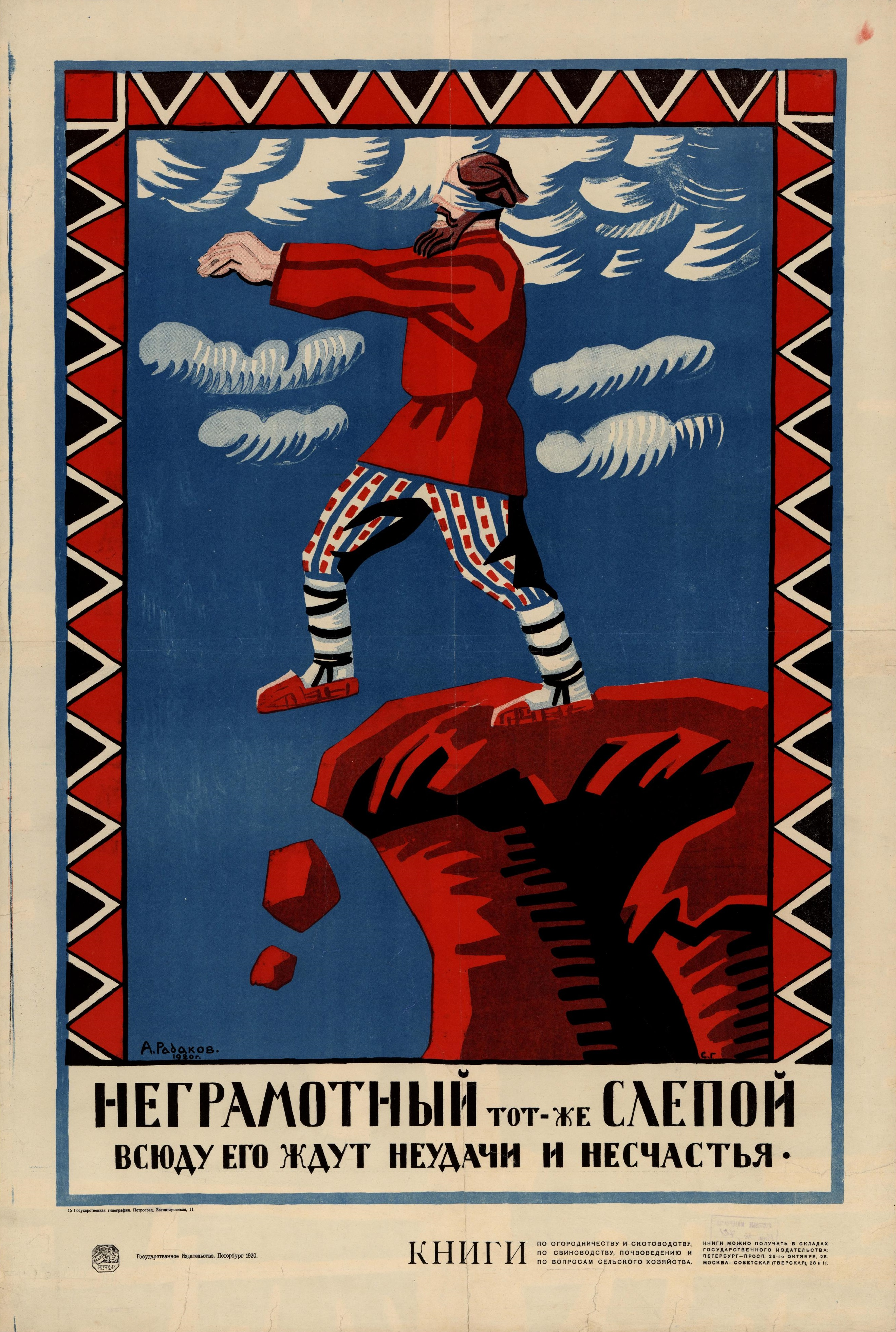
Плакат Алексея Радакова, 1920 год

Ещё в декабре 1919 года был издан декрет Совета народных комиссаров «О ликвидации безграмотности среди населения РСФСР». Им всё население республики в возрасте от 8 до 50 лет, не умевшее читать или писать, обязывалось учиться грамоте на родном или русском языке (по желанию). 19 июля 1920 года была создана Всероссийская чрезвычайная комиссия по ликвидации безграмотности, которая занялась организацией курсов ликбеза.
14 октября 1920 года РСФСР заключила Тартуский мирный договор с Финляндией.

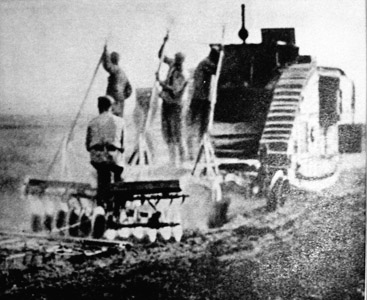
Пахотные работы на танке Mark V — помощь РККА народному хозяйству, 1920 год

### 1921

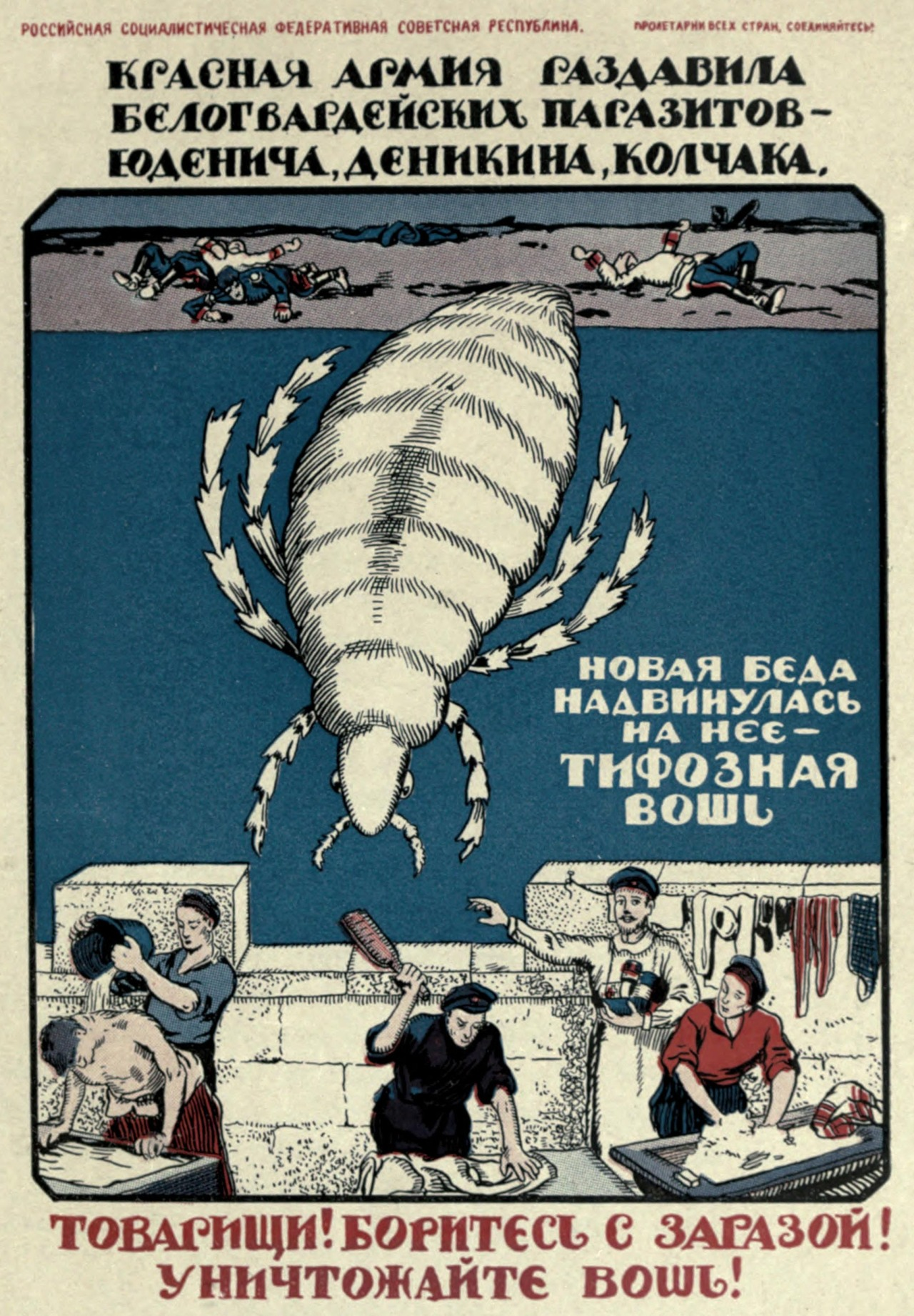
Плакат 1921 года

В результате Гражданской войны и разрухи к началу 1921 года промышленное производство на территории бывшей Российской империи сократилось по сравнению с 1913 годом в 7 раз. Рабочие покидали голодающие города и уходили в деревню. Для выполнения хозяйственно-экономических задач задействовали высвобождающихся в связи с окончанием гражданской войны красноармейцев (Трудармия). Крестьяне также были разорены войной и продразвёрсткой, в 1920 году сократилась площадь посевов. В 1920—21 годах начался голод на территориях, где жили около 35 млн человек.
На Украине продолжали вести партизанскую войну против Советской власти отряды Махно. В Тамбовской губернии в 1921 году крестьянское сопротивление продразвёрстке превратилось в настоящую войну.

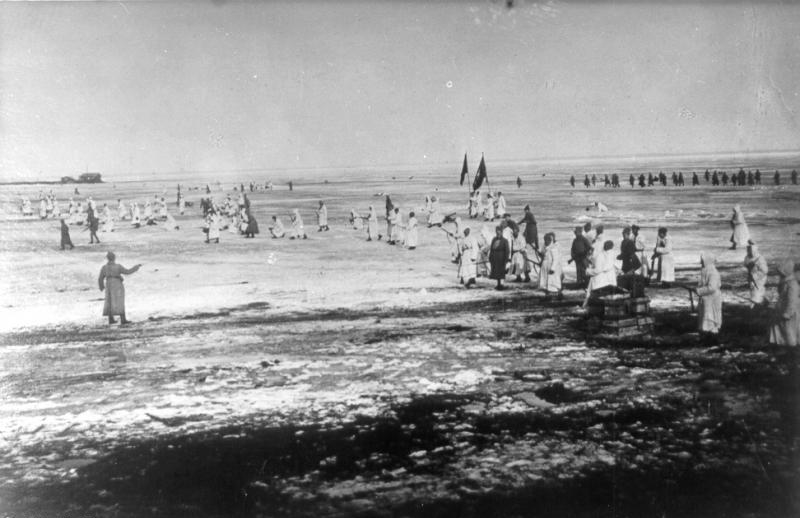
Подавление Кронштадтского восстания

Весной 1921 года на ряде предприятий Москвы, Петрограда, Харькова и других городов начались забастовки. Но особую угрозу для правящего режима создало восстание кронштадтских матросов под лозунгом «За Советы без коммунистов!», начавшееся 1 марта. 18 марта части Красной армии взяли штурмом Кронштадт, подавив это восстание.
В марте 1921 года по решению X съезда РКП(б) политика «военного коммунизма» была заменена новой экономической политикой (НЭП). Продразвёрстку заменили фиксированным продналогом, разрешена продажа крестьянами урожая, допускались аренда земли и использование наёмного труда. Было разрешено мелкое частное предпринимательство, крайняя централизация управления государственными предприятиями уступала место принципам хозрасчёта. Трудармии были упразднены, отменена всеобщая трудовая повинность.
Одновременно для нейтрализации возникшей в конце 1920 года в РКП(б) «рабочей оппозиции», требовавшей передачи всей власти на производстве профсоюзам, X съезд РКП(б) принял резолюцию «О единстве партии», которая фактически запретила фракционную деятельность.

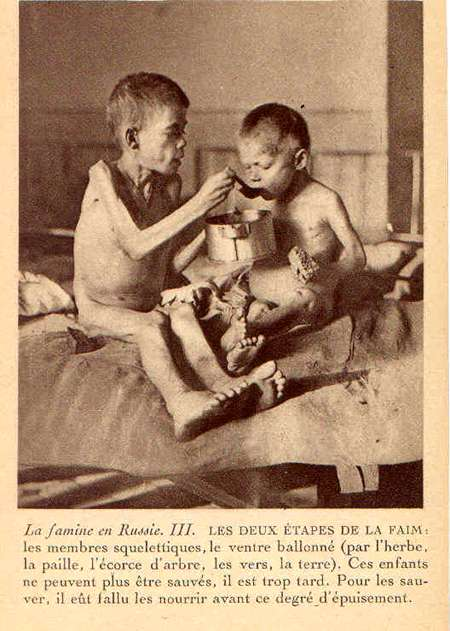
Голодающие дети. Фотография из брошюры Ф. Нансена о голоде в России

В марте 1921 года советская власть установлена в Грузии.
В конце июня 1921 года советские войска вторглись в Монголию, где был установлен просоветский режим.
В середине 1921 года крестьянское восстание в Тамбовской губернии подавлено войсками М. Н. Тухачевского, применившими систему заложничества. К концу 1921 года также были подавлены крестьянское восстание в Воронежской губернии и крестьянское восстание в Башкирии. Но крестьянское восстание в Западной Сибири подавили только в 1922 году.
В ноябре 1921 года из Финляндии в РСФСР вторглись карело-финские вооружённые отряды. Боевые действия с ними завершились 21 марта 1922 года подписанием в Москве соглашения между правительствами РСФСР и Финляндии о принятии мер по обеспечению неприкосновенности советско-финской границы.
Уже в 1921 году экономическая ситуация улучшилась, происходило расширение посевов. Началась реализация «Плана ГОЭЛРО» по строительству электростанций.
21 июня 1921 года были утверждены новые правила приема в высшие учебные заведения, которые предусматривали, что в первую очередь будут приниматься лица, окончившие рабфаки, лица физического труда, члены РКП(б) и комсомольцы, поступающие с направлениями различных государственных и общественных организаций, а все остальные будут приниматься лишь при наличии свободных мест. При этом вводилась плата за обучение (дифференцированная по классовому признаку), а право на бесплатное обучение зависело не только от материального положения семьи студента, но и от его социального происхождения. Новые правила предусматривали проведение приёмных испытаний по основным предметам, но указывалось, что они не должны быть конкурсными, их целью было проверить, «обладает ли действительно кандидат, с одной стороны, кругом необходимых знаний, с другой — гражданско-политическим развитием». Рабоче-крестьянскую молодёжь принимали даже с неудовлетворительными оценками. Такой принцип классового приема встретил решительное сопротивление со стороны многих преподавателей и студентов.

### 1922
ВЧК, преобразованная в феврале 1922 года в ГПУ, не теряла контроль над жизнью общества.

И. А. Владимиров. Изъятие церковных ценностей в Петрограде

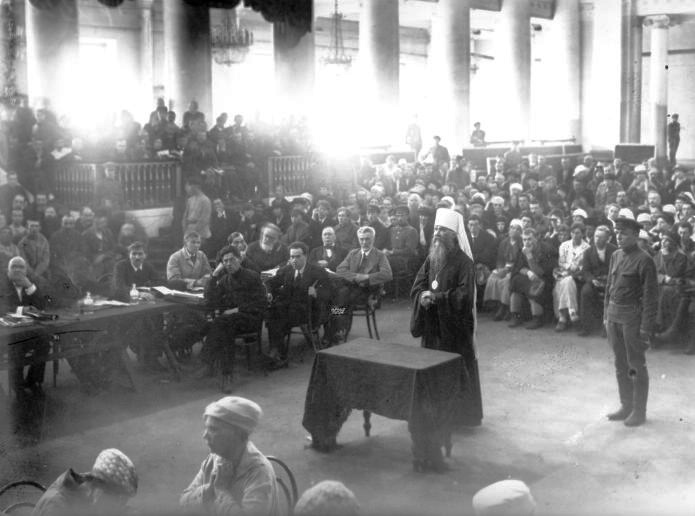
Митрополит Вениамин на суде

В связи с страшным голодом в Поволжье и других регионах 23 февраля 1922 года был издан декрет ВЦИК об изъятии церковных ценностей для нужд голодающих. Власть сознательно использовала вопрос о церковных ценностях для того, чтобы начать мощную антицерковную кампанию. В рамках кампании в пользу государства изымались принадлежащие Русской православной церкви предметы из драгоценных металлов и камней, что вызвало сопротивление представителей духовенства и части прихожан. Кампания сопровождалась арестами священнослужителей, из которых четверо были расстреляны. Большой резонанс вызвал расстрел прихожан в Шуе, во время которого были убиты четыре человека. В марте начались допросы патриарха Тихона. 5 мая 1922 года патриарха вызвали в суд на процесс московского духовенства (после этого он находился под арестом в Донском монастыре, в полной изоляции от внешнего мира). Тихон был освобождён только после заявления о том, что он «раскаивается в проступках против государственного строя». 7 мая 1922 года Московский революционный трибунал по обвинению в противодействии изъятию церковных ценностей, что квалифицировалось как контрреволюционная деятельность, осудил 49 человек, в том числе приговорил к расстрелу 11 человек (9 священников и 3 мирян). В Петрограде в связи с сопротивлением изъятию ценностей из некоторых церквей было арестовано 87 человек. Судебный процесс над ними проходил с 10 июня по 5 июля 1922 года. Петроградский революционный трибунал приговорил к расстрелу 10 подсудимых, шестерым из которых смертная казнь была заменена лишением свободы. Судебные процессы над духовенством прошли в 1922—1923 годах по всей России.
Постановление политбюро РКП(б) «О меньшевиках», принятое в декабре 1921 года, предписывало «политической деятельности их не допускать, обратив сугубое внимание на искоренение их влияния в промышленных центрах. Самых активных высылать в административном порядке в непролетарские центры, лишив их права занимать выборные должности, вообще должности, связанные с общением с широкими массами». Через месяц, вернувшись к этому вопросу, политбюро решило: «Репрессии против меньшевиков усилить и поручить нашим судам усилить их».
Летом 1922 года «контрреволюционная деятельность» эсеров была «окончательно всенародно разоблачена» на московском процессе членов ЦК с.-р. партии (Гоца, Тимофеева и других), несмотря на защиту их лидерами II Интернационала. Руководство правых эсеров обвинили в организации терактов против большевистских лидеров в 1918 г. (убийство М. С. Урицкого и В.Володарского, покушение на Ленина). В августе 1922 года лидеры партии (12 человек, среди них 8 членов ЦК) были условно приговорены Верховным трибуналом ВЦИК трибуналом к смертной казни: приговор в отношении их должен был быть незамедлительно приведён в исполнение, если партия эсеров станет использовать вооружённые методы борьбы против советской власти (14 января 1924 года смертный приговор был заменён 5-летним тюремным заключением с последующей 3-летней ссылкой в отдалённые районы страны). Ещё десять подсудимых были приговорены к разным срокам заключения.
В 1922 году создано Особое совещание при Коллегии ГПУ (ОСО). Оно имело право приговаривать к ссылке или высылке из пределов РСФСР на срок до 2 лет «за антисоветскую деятельность, причастность к шпионажу, бандитизм и контрреволюцию».
В сентябре и ноябре 1922 года примерно 160 интеллектуалов, обвинённых в контрреволюционной пропаганде, были высланы за границу.

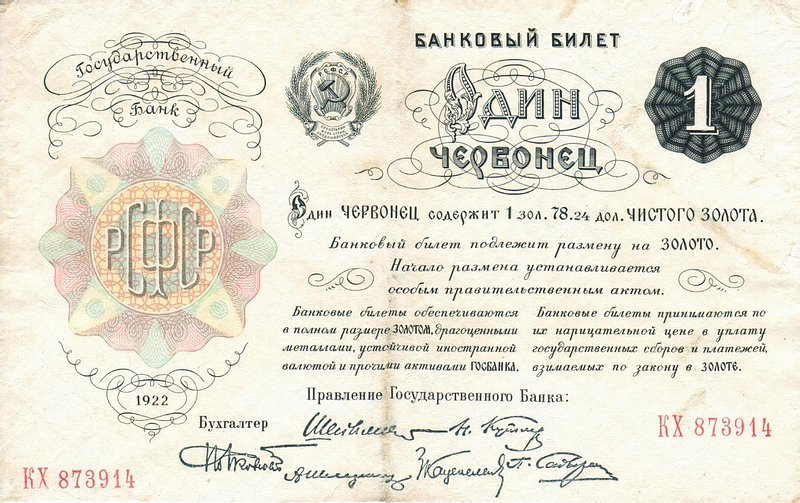
1 червонец 1922 года

Осенью 1922 года была проведена денежная реформа — начался выпуск червонцев (купюр достоинством 10 рублей), частично обеспеченных золотом. Курс рубля укрепился.
В феврале 1922 года народно-революционная армия ДВР под командованием Василия Блюхера во взаимодействии с партизанскими отрядами нанесла сокрушительные удары Белоповстанческой армии Приамурского Временного правительства. 12 февраля 1922 года белые части генерала Викторина Молчанова были разбиты у станции Волочаевка (Волочаевская операция), 14 февраля был занят Хабаровск. В итоге белогвардейцы отступили за нейтральную зону под прикрытием японских войск. В сентябре 1922 года они вновь попытались перейти в наступление, но вновь были разгромлены НРА ДВР. Япония под давлением США, в условиях дипломатической изоляции на Вашингтонской конференции (1921—1922) и внутриполитических осложнений эвакуировала свои войска из Приморья. 25 октября 1922 года войска НРА вступили во Владивосток. 14 ноября 1922 года командиры частей НРА ДВР от имени Народного собрания ДВР обратились с просьбой включить Дальневосточную республику в состав РСФСР во ВЦИК, который через несколько часов 15 ноября 1922 года включил республику в состав РСФСР как Дальневосточную область.
В апреле 1922 года во время Генуэзской конференции в городе Рапалло (Италия) РСФСР заключила Рапалльский договор с Германией, который означал прекращение международной дипломатической изоляции Советской России.

## Государственное устройство

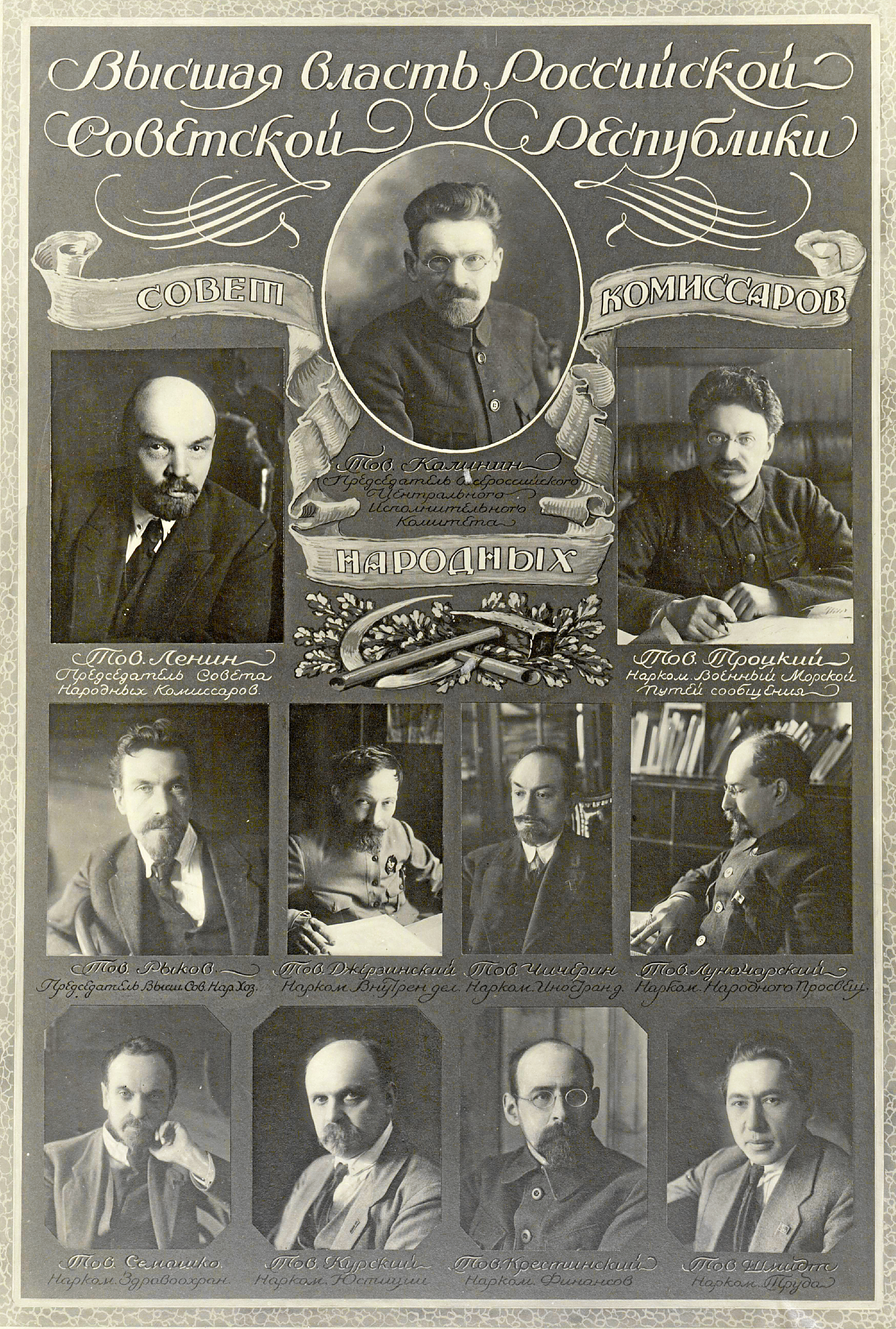
Совет народных комиссаров, 1919 г.

По конституции РСФСР 1918 года высшей властью в РСФСР являлся Всероссийский съезд Советов. Он созывался Всероссийским Центральным Исполнительным Комитетом советов рабочих, крестьянских, красноармейских и казачьих депутатов (ВЦИК) не реже двух раз в год на сравнительно небольшой период. Правительством был Совет народных комиссаров РСФСР. Образование Совета народных комиссаров РСФСР являлось прерогативой ВЦИК.
Выборы депутатов на Всероссийский съезд советов рабочих, крестьянских, красноармейских и казачьих депутатов не были всеобщими — от выборов были отстранены лица, живущие на нетрудовые доходы; не были равными — городские советы и сельские советы посылали разное число делегатов; не были прямыми — депутаты на Всероссийский съезд избирались городскими советами и губернскими съездами советов.

### ПредседателиВсероссийского центрального исполнительного комитета
- Л. Б. Каменев (с 27 октября (9 ноября) 1917)
- Я. М. Свердлов (с 8 ноября (21 ноября) 1917)
- М. Ф. Владимирский (и. о.) (с 16 — по 30 марта 1919)
- М. И. Калинин (с 30 марта 1919)

### ПредседателиСовета народных комиссаров
- В. И. Ленин (с 9 ноября 1917)

## Административно-территориальное деление

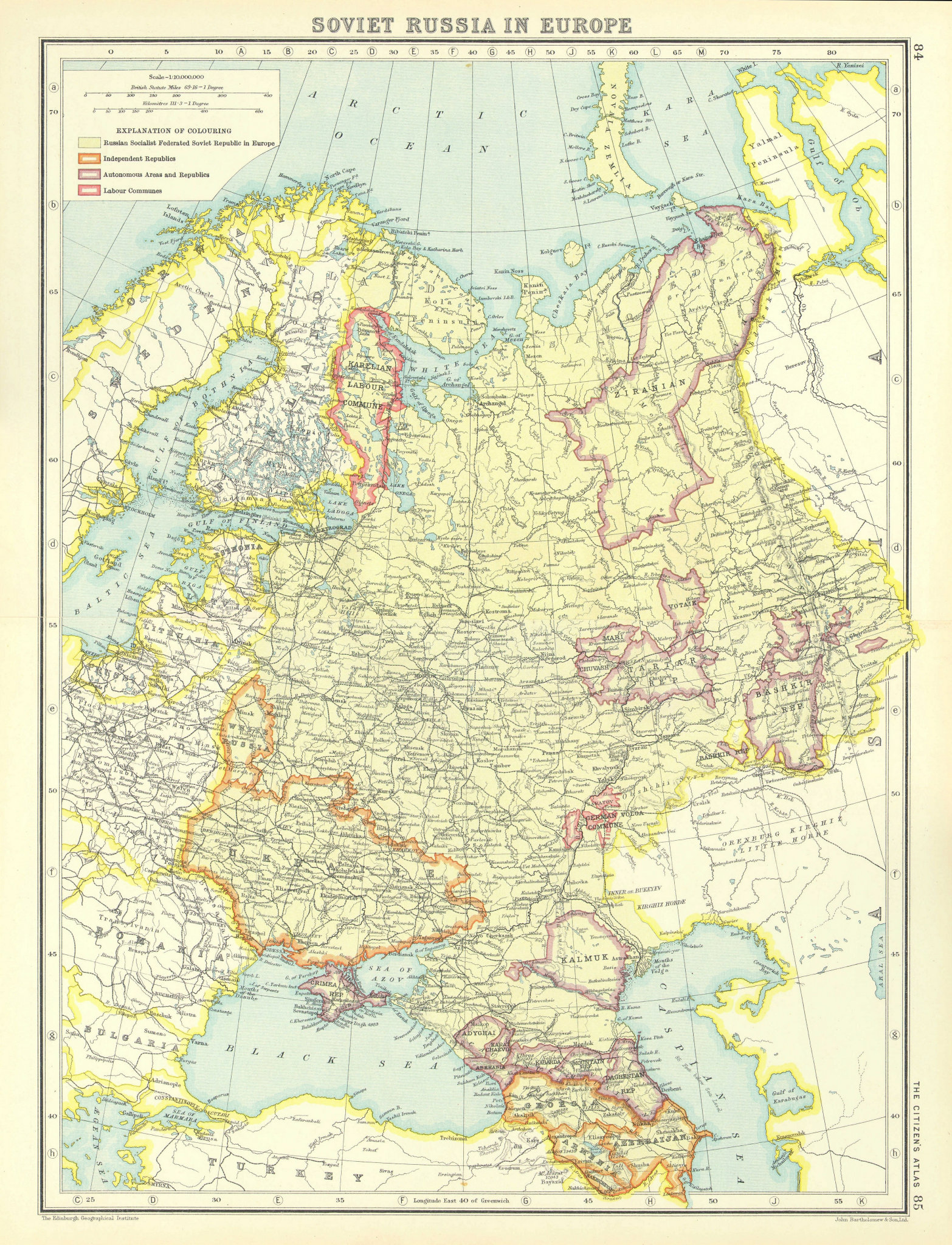
Европейская часть РСФСР 1921

Первоначально в Советской России сохранялось старое административно-территориальное деление, основными единицами которого были губернии и области. В конце 1917—1918 годах на территории РСФСР возникли областные объединения Советов и государственные образования, называемые советскими республиками.
III Всероссийский съезд Советов провозгласил федеративное устройство Советской России, которое было закреплено в Конституции РСФСР 1918 года. Согласно конституции, Российская Федерация объявлялась федерацией советских национальных республик (ст. 2); статья 11 предусматривала, что на началах федерации в РСФСР входят автономные областные союзы (союзы областей, «отличающихся особым бытом и национальным составом»).
Одной из первых была Туркестанская Советская республика, которая была провозглашена весной 1918 года. В этот же период возникли Донецко-Криворожская, Терская, Кубано-Черноморская, Донская, Таврическая, Сибирская Советские республики, которые считались частями Российской Федерации. Все они, кроме Туркестанской Советской республики, в 1918 г. прекратили своё существование под ударами интервентов и белогвардейцев и не были восстановлены.
В этот же период возникают Западное, Уральское, Северное, Московское и другие областные объединения. В частности, Московская область была федерацией четырнадцати губернских советов, у каждой губернии был свой Совет Народных Комиссаров, который подчинялся Московскому областному Совету Народных Комиссаров. Эти объединения существовали до 1919 г.
Также создавались государственные образования по национальному признаку. Во второй половине 1918 года появилась такая форма автономии, как трудовая коммуна, а с 1920 года начинает широко применяться другая форма автономии — автономная область. В конце 1918 года была образована Трудовая коммуна Немцев Поволжья. В 1919 году в составе РСФСР создаются Башкирская Советская Республика, а в 1920—1921 годах — Киргизская (Казахская) АССР, Татарская, Дагестанская, Горская автономные республики, Карельская трудовая коммуна, Чувашская, Калмыцкая, Марийская, Вотская (Удмуртская) автономные области. В 1921—1922 годах в составе РСФСР были образованы Якутская АССР, а также автономные области: Карачаево-Черкесская, Кабардино-Балкарская, Коми, Монголо-Бурятская.
На процесс государственного строительства в Горской АССР влияло то, что ни один из народов, населяющих её, не имел до этого своей государственности. При этом стремление к созданию своих государственных образований у этих народов было настолько велико, что шло вразрез с объединительными тенденциями начала 1920-х годов. Также существовало движение за политическую независимость Горской республики от Советской России. Процесс национально-государственного размежевания в Горской АССР продолжался на протяжении всего её существования.
Крупнейшими городами (на 1920 год) являлись: Москва — 1927 тыс. чел., Петроград — 735 тыс. чел., Ростов-на-Дону — 232 тыс. чел. (с пригородами), Саратов — 190 тыс. чел., Самара — 175 тыс. чел., Тула — 139 тыс. чел.

## Взаимоотношения РСФСР с самостоятельными советскими республиками
В начале 1919 года в государствах Украины, Белоруссии, Эстонии, Латвии и Литвы установилась советская власть. РСФСР рассматривала эти государства как суверенные и вступила с ними в тесные отношения, касавшиеся решения военных, экономических и других проблем. В июне 1919 года был принят декрет ВЦИК РСФСР «Об объединении Советских Республик: России, Украины, Латвии, Литвы, Белоруссии для борьбы с мировым империализмом». В соответствии с ним объединению подлежали республиканские органы военной организации и военного командования, советы народного хозяйства, наркоматы финансов, труда, путей сообщения. Для руководства этими отраслями предусматривалось создание единых коллегий. 2-я Украинская армия была переименована в 14-ю и подчинена Реввоенсовету Южного фронта. Из 1-й и 3-й украинских армий была сформирована 12-я армия, подчиненная Реввоенсовету Западного фронта. Армия Советской Латвии была переименована в 15-ю, а Белорусско-Литовская — в 16-ю армию. Все армии стали однотипными и через реввоенсоветы фронтов были подчинены Реввоенсовету РСФСР.
К 1920 году в Литве, Эстонии и Латвии советская власть была ликвидирована местными националистическими силами, и союзные отношения прекратились.
В дальнейшем отношения между РСФСР и советскими республиками развивались в рамках двусторонних договорных отношений. Первым в декабре 1920 года был заключён союзный договор между РСФСР и УССР, в январе 1921 года подобный договор был заключён между РСФСР и БССР, а затем с другими советскими республиками. В частности, «Союзный рабоче-крестьянский договор между РСФСР и УССР», утверждённый VIII Всероссийским съездом Советов 28 декабря 1920 г., предусматривал вступление республик в военный и хозяйственный союз. Объединёнными объявлялись комиссариаты: военных и морских дел, ВСНХ, внешней торговли, финансов, труда, путей сообщения, почт и телеграфа. Эти комиссариаты должны были входить в состав СНК РСФСР, а в СНК УССР должны были иметь своих уполномоченных, которых утверждал и контролировал Украинский ЦИК и съезд Советов.
В Закавказье в 1920 — начале 1921 г. были созданы Азербайджанская ССР, Армянская ССР и Социалистическая Советская Республика Грузия. 8 декабря 1921 г. в Тбилиси заключается военная конвенция по военно-морским делам между РСФСР и советскими республиками Закавказья. 22 февраля 1922 г. в Москве прошло совещание представителей РСФСР, Украины, Белоруссии, Армении, Азербайджана, Грузии, ДВР, Бухарской и Хорезмской советских республик. Представители республик подписали протокол, который передавал РСФСР право представлять и защищать интересы всех республик, выступать на Генуэзской конференции от их имени и заключать от имени всех республик международные договоры и соглашения с участвующими в генуэзской конференции государствами, а также и со всеми другими.
Дальневосточная республика (ДВР) изначально была создана исходя из дипломатических соображений как буферное государство, чтобы избежать столкновения РСФСР с Японией. После того, как в октябре 1922 г. Народно-революционная армия ДВР победила белогвардейцев и вытеснила интервентов, 14 ноября 1922 года Народное собрание ДВР постановило передать власть Советам и обратилось во ВЦИК с просьбой присоединить Дальний Восток к РСФСР. На следующий день, 15 ноября, территория ДВР была включена в состав РСФСР.

## Образование СССР
Образование СССР стало итогом развернувшейся в начале 1920-х годов дискуссии по вопросу урегулирования отношений между образовавшимися на территории бывшей Российской империи советскими государственными образованиями, в ходе которой выдвинутый наркомом национальностей Сталиным план «автономизации» подконтрольных большевикам территорий — прямого включения выделившихся за время Гражданской войны формально независимых советских республик обратно в состав РСФСР на правах автономных республик Российской Федерации — был отклонён. Под давлением Ленина был принят «интернационалистский» проект, в соответствии с которым существовавшие на тот момент основные советские республики получали формальное равноправие друг с другом, при этом из названия «большой федерации» изымалось слово «российская».
30 декабря 1922 года РСФСР вместе с Украиной (УССР), Белоруссией (БССР) и республиками Закавказья (ЗСФСР) объединились в Союз Советских Социалистических Республик (СССР).
Договор был подписан 29 декабря 1922 года на конференции делегаций от съездов Советов четырёх республик: РСФСР, УССР, БССР и ЗСФСР. Утверждён 30 декабря 1922 года на I Всесоюзном съезде Советов. Последняя дата считается датой образования СССР. Утверждение договора юридически оформило создание нового государства в составе четырёх союзных советских республик.